# 1953
| [ Edytuj tabelę ]                                                | |
| Przewodniczący Rady Państwa                                      | - 1952 Aleksander Zawadzki 1964 |
| Premier Polski                                                   | - 1952 Bolesław Bierut 1954 |
| Prezydent Polski na uchodźstwie                                  | - 1947 August Zaleski 1972 |
| Premier rządu RP na uchodźstwie                                  | - 1950 Roman Odzierzyński 1953 |
| Król Afganistanu                                                 | - 1933 Mohammad Zaher Szah 1973 |
| Premier Afganistanu                                              | - 1946 Szah Mahmud Chan 1953 - 1953 Mohammad Daud Chan 1963                                                                         |
| Przywódca Albanii                                                | - 1944 Enver Hoxha 1985 |
| Premier Albanii                                                  | - 1944 Enver Hoxha 1954 |
| Współksiążęta Andory                                             | - 1943 Ramón Iglesias i Navarri 1969 - 1946 Vincent Auriol 1954                                                                     |
| Król Arabii Saudyjskiej                                          | - 1932 Abd al-Aziz ibn Su’ud 1953 - 1953 Su’ud ibn Abd al-Aziz Al Su’ud 1964                                                        |
| Prezydent Argentyny                                              | - 1946 płk. Juan Perón 1955 |
| Premier Australii                                                | - 1949 Robert Menzies 1966 |
| Prezydent Austrii                                                | - 1951 Theodor Körner 1957 |
| Kanclerz Austrii                                                 | - 1945 Leopold Figl 1953 - 1953 Julius Raab 1961                                                                                    |
| Prezydent Birmy                                                  | - 1952 Ba U 1957 |
| Premier Birmy                                                    | - 1948 U Nu 1956 |
| Król Belgów                                                      | - 1951 Baudouin 1993 |
| Premier Belgii                                                   | - 1952 Jean Van Houtte 1954 |
| Król Bhutanu                                                     | - 1952 Jigme Dorji Wangchuck 1972                                                                                                   |
| Premier Bhutanu                                                  | - 1952 Jigme Palden Dorji 1964 |
| Prezydent Boliwii                                                | - 1952 Víctor Paz Estenssoro 1956                                                                                                   |
| Prezydent Brazylii                                               | - 1951 Getúlio Vargas 1954 |
| Sułtan Brunei                                                    | - 1950 Omar Ali Saifuddien III 1967                                                                                                 |
| Przywódca Bułgarii                                               | - 1949 Wyłko Czerwenkow 1954 |
| Premier Bułgarii                                                 | - 1950 Wyłko Czerwenkow 1956 |
| Prezydent Chile                                                  | - 1952 Carlos Ibáñez del Campo 1958                                                                                                 |
| Przewodniczący ChRL                                              | - 1949 Mao Zedong 1959 |
| Premier Chin                                                     | - 1949 Zhou Enlai 1976 |
| Prezydent Czechosłowacji                                         | - 1948 Klement Gottwald 1953 - 1953 Antonín Zápotocký 1957                                                                          |
| Premier Czechosłowacji                                           | - 1948 Antonín Zápotocký 1953 - 1953 Viliam Široký 1963                                                                             |
| Król Danii                                                       | - 1947 Fryderyk IX 1972 |
| Premier Danii                                                    | - 1950 Erik Eriksen 1953 - 1953 Hans Hedtoft 1955                                                                                   |
| Dalajlama                                                        | - 1940 Tenzin Gjaco |
| Prezydent Dominikany                                             | - 1952 Héctor Trujillo 1960 |
| Władca Egiptu                                                    | - 1952 Fu’ad II 1953 |
| Prezydent Egiptu                                                 | - 1953 Muhammad Nadżib 1954 |
| Premier Egiptu                                                   | - 1952 Muhammad Nadżib 1954 |
| Prezydent Ekwadoru                                               | - 1952 José María Velasco Ibarra 1956                                                                                               |
| Cesarz Etiopii                                                   | - 1941 Hajle Syllasje 1974 |
| Premier Etiopii                                                  | - 1942 Mekonnyn Yndalkaczeu 1957 |
| Prezydent Filipin                                                | - 1948 Elpidio Quirino 1953 - 1953 Ramon Magsaysay 1957                                                                             |
| Prezydent Finlandii                                              | - 1946 Juho Paasikivi 1956 |
| Premier Finlandii                                                | - 1950 Urho Kekkonen 1953 - 1953 Sakari Tuomioja 1954                                                                               |
| Prezydent Francji                                                | - 1947 Vincent Auriol 1954 |
| Premier Francji                                                  | - 1952 Antoine Pinay 1953 - 1953 René Mayer 1953 - 1953 Joseph Laniel 1954                                                          |
| Król Grecji                                                      | - 1947 Paweł I 1964 |
| Premier Grecji                                                   | - 1952 Aleksandros Papagos 1955 |
| Prezydent Gwatemali                                              | - 1951 Jacobo Arbenz Guzmán 1954 |
| Prezydent Haiti                                                  | - 1950 Paul Magloire 1956 |
| Regent Hiszpanii                                                 | - 1947 Francisco Franco 1975 |
| Premier Hiszpanii                                                | - 1939 Francisco Franco 1973 |
| Król Holandii                                                    | - 1948 Juliana 1980 |
| Premier Holandii                                                 | - 1948 Willem Drees 1958 |
| Prezydent Hondurasu                                              | - 1949 Juan Manuel Gálvez Durón 1954                                                                                                |
| Szach Iranu                                                      | - 1941 Mohammad Reza Pahlawi 1979                                                                                                   |
| Premier Iranu                                                    | - 1952 Mohammad Mosaddegh 1953 - 1953 Fazlollah Zahedi 1955                                                                         |
| Prezydent Indii                                                  | - 1950 Rajendra Prasad 1962 |
| Premier Indii                                                    | - 1947 Jawaharlal Nehru 1964 |
| Prezydent Indonezji                                              | - 1945 Sukarno 1967 |
| Prezydent Irlandii                                               | - 1945 Seán O’Kelly 1959 |
| Premier Irlandii                                                 | - 1951 Éamon de Valera 1954 |
| Prezydent Islandii                                               | - 1952 Ásgeir Ásgeirsson 1968 |
| Premier Islandii                                                 | - 1950 Steingrímur Steinþórsson 1953 - 1953 Ólafur Thors 1956                                                                       |
| Prezydent Izraela                                                | - 1952 Jicchak Ben Cewi 1963 |
| Premier Izraela                                                  | - 1948 Dawid Ben Gurion 1954 |
| Cesarz Japonii                                                   | - 1926 Hirohito 1989 |
| Premier Japonii                                                  | - 1948 Shigeru Yoshida 1954 |
| Król Jordanii                                                    | - 1952 Husajn 1999 |
| Premier Jordanii                                                 | - 1951 Taufik Abu al-Huda 1953 - 1953 Fauzi al-Mulki 1954                                                                           |
| Prezydent Jugosławii                                             | - 1945 Ivan Ribar 1953 - 1953 Josip Broz Tito 1980                                                                                  |
| Premier Jugosławii                                               | - 1945 Josip Broz Tito 1963 |
| Król Kambodży                                                    | - 1953 Norodom Sihanouk 1955 |
| Premier Kambodży                                                 | - 1953 Penn Nouth 1953 - 1953 Chan Nak 1954                                                                                         |
| Premier Kanady                                                   | - 1948 Louis St. Laurent 1957 |
| Prezydent Kolumbii                                               | - 1951 Roberto Udarneta Arbeláez 1953 - 1953 Laureano Eleuterio Gómez Castro 1953 - 1953 gen. Gustavo Rojas Pinilla 1957            |
| Patriarcha Konstantynopola                                       | - 1948 Atenagoras I 1972 |
| Prezydent Korei Południowej                                      | - 1948 Rhee Syng-man 1960 |
| Premier Korei Południowej                                        | - 1952 Paik Too-chin (p.o.) 1953 - 1953 Paik Too-chin 1954                                                                          |
| Premier KRLD                                                     | - 1948 Kim Il Sŏng 1972 |
| Prezydent Kostaryki                                              | - 1949 Otilio Ulate Blanco 1953 - 1953 José Figueres Ferrer 1958                                                                    |
| Prezydent Kuby                                                   | - 1952 Fulgencio Batista 1959 |
| Król Laosu                                                       | - 1946 Sisavang Vong 1959 |
| Prezydent Libanu                                                 | - 1952 Kamil Szamun 1958 |
| Premier Libanu                                                   | - 1952 Chalid Szihab 1953 - 1953 Saëb Salam 1953 - 1953 Abd Allah al-Jafi 1954                                                      |
| Prezydent Liberii                                                | - 1944 William Tubman 1971 |
| Król Libii                                                       | - 1951 Idris I 1969 |
| Premier Libii                                                    | - 1951 Mahmud al-Muntasir 1954 |
| Książę Liechtensteinu                                            | - 1938 Franciszek Józef II 1989 |
| Premier Liechtensteinu                                           | - 1945 Alexander Frick 1962 |
| Premier Litwyna emigracji                                        | - 1940 Stasys Lozoraitis 1983 |
| Wielki książę Luksemburga                                        | - 1919 Szarlotta 1964 |
| Premier Luksemburga                                              | - 1937 Pierre Dupong 1953 - 1953 Joseph Bech 1958                                                                                   |
| Premier Malty                                                    | - 1950 George Borg Olivier 1955 |
| Sułtan Maroka                                                    | - 1927 Muhammad V 1953 - 1953 Muhammad ibn Arafa 1956                                                                               |
| Prezydent Meksyku                                                | - 1952 Adolfo Ruiz Cortines 1958 |
| Książę Monako                                                    | - 1949 Rainier III 2005 |
| Minister stanu Monako                                            | - 1950 Pierre Voizard 1953 - 1953 Henry Soum 1959                                                                                   |
| Przewodniczący Prezydium Wielkiego Churału Państwowego Mongolii  | - 1951 Gonczigijn Bumcend 1953 - 1953 Süchbaataryn Jandżmaa (p.o.) 1954                                                             |
| Premier Mongolii                                                 | - 1952 Jumdżaagijn Cedenbal 1974 |
| Sekretarz generalny NATO                                         | - 1952 Hastings Lionel Ismay (Wielka Brytania) 1957                                                                                 |
| Król Nepalu                                                      | - 1951 Tribhuvan 1955 |
| Premier Nepalu                                                   | - 1952 urząd zniesiony 1953 - 1953 Matrika Prasad Koirala 1955                                                                      |
| Prezydent Niemiec                                                | - 1949 Theodor Heuss 1959 |
| Kanclerz Niemiec                                                 | - 1949 Konrad Adenauer 1963 |
| Prezydent Nikaragui                                              | - 1950 Anastasio Somoza García 1956                                                                                                 |
| Król Norwegii                                                    | - 1905 Haakon VII 1957 |
| Premier Norwegii                                                 | - 1951 Oscar Torp 1955 |
| Premier Nowej Zelandii                                           | - 1949 Sidney Holland 1957 |
| Prezydent NRD                                                    | - 1949 Wilhelm Pieck 1960 |
| Premier NRD                                                      | - 1949 Otto Grotewohl 1964 |
| Sułtan Omanu                                                     | - 1932 Sa’id ibn Tajmur 1970 |
| Sekretarz generalny ONZ                                          | - 1953 Dag Hammarskjöld (Szwecja) 1961                                                                                              |
| Król Pakistanu (tytularny)                                       | - 1952 Elżbieta II 1956 |
| Premier Pakistanu                                                | - 1951 Khawaja Nazimuddin 1953 - 1953 Muhammad Ali Bogra 1955                                                                       |
| Prezydent Panamy                                                 | - 1952 José Antonio Remón Cantera 1955                                                                                              |
| Papież                                                           | - 1939 Pius XII 1958 |
| Prezydent Paragwaju                                              | - 1949 Federico Chaves 1954 |
| Prezydent Peru                                                   | - 1948 Manuel A. Odría 1956 |
| Premier Południowej Afryki                                       | - 1948 Daniel Malan 1954 |
| Prezydent Portugalii                                             | - 1951 Francisco Craveiro Lopes 1958                                                                                                |
| Premier Portugalii                                               | - 1932 António de Oliveira Salazar 1968                                                                                             |
| Sekretarz generalny Rady Europy                                  | - 1949 Jacques Camille Paris (Francja) 1953 - 1953 Léon Marchal (Francja) 1956                                                      |
| Prezydent Rumunii                                                | - 1952 Petru Groza 1958 |
| Premier Rumunii                                                  | - 1952 Gheorghe Gheorghiu-Dej 1955                                                                                                  |
| Prezydent Salwadoru                                              | - 1950 Óscar Osorio 1956 |
| Kapitanowie regenci San Marino                                   | - 1952 Arnaldo Para Eugenio Bernardini 1953 - 1953 Vincenzo Pedini Alberto Reffi 1953 - 1953 Giordano Giacomini Giuseppe Renzi 1954 |
| Sekretarz Stanu do spraw Politycznych i Zagranicznych San Marino | - 1945 Gino Giacomini 1957 |
| Premier Sri Lanki                                                | - 1952 Dudley Shelton Senanayake 1953 - 1953 John Kotelawala 1956                                                                   |
| Prezydent Syrii                                                  | - 1951 Fauzi as-Silu 1953 - 1953 Adib asz-Sziszakli 1954                                                                            |
| Premier Syrii                                                    | - 1951 Fauzi as-Silu 1953 - 1953 Adib asz-Sziszakli 1954                                                                            |
| Prezydent Szwajcarii                                             | - 1953 Philipp Etter 1953 |
| Król Szwecji                                                     | - 1950 Gustaw VI Adolf 1973 |
| Premier Szwecji                                                  | - 1946 Tage Erlander 1969 |
| Król Tajlandii                                                   | - 1946 Bhumibol Adulyadej 2016 |
| Premier Tajlandii                                                | - 1948 Plaek Pibulsongkram 1957 |
| Prezydent Tajwanu                                                | - 1950 Czang Kaj-szek 1975 |
| Król Tonga                                                       | - 1918 Salote Tupou III 1965 |
| Premier Tonga                                                    | - 1949 Taufaʻahau Tupou IV 1965 |
| Prezydent Turcji                                                 | - 1950 Celâl Bayar 1960 |
| Premier Turcji                                                   | - 1950 Adnan Menderes 1960 |
| Prezydent Urugwaju                                               | - 1951 Andres Martínez Trueba (p.o.) 1955                                                                                           |
| Prezydent USA                                                    | - 1945 Harry Truman 1953 - 1953 Dwight Eisenhower 1961                                                                              |
| Prezydent Wenezueli                                              | - 1952 Marcos Pérez Jiménez 1958 |
| Prezydent Węgier                                                 | - 1952 István Dobi 1967 |
| Premier Węgier                                                   | - 1952 Mátyás Rákosi 1953 - 1953 Imre Nagy 1955                                                                                     |
| Monarcha Wielkiej Brytanii                                       | - 1952 Elżbieta II 2022 |
| Premier Wielkiej Brytanii                                        | - 1951 Winston Churchill 1955 |
| Prezydent Wietnamu Północnego                                    | - 1945 Hồ Chí Minh 1969 |
| Premier Wietnamu Północnego                                      | - 1945 Hồ Chí Minh 1955 |
| Premier Wietnamu Południowego                                    | - 1952 Nguyễn Văn Tâm 1953 |
| Prezydent Włoch                                                  | - 1948 Luigi Einaudi 1955 |
| Premier Włoch                                                    | - 1945 Alcide De Gasperi 1953 - 1953 Giuseppe Pella 1954                                                                            |
| Przywódca ZSRR                                                   | - 1924 Józef Stalin 1953 - 1953 Gieorgij Malenkow 1953 - 1953 Nikita Chruszczow 1964                                                |
| Premier ZSRR                                                     | - 1941 Józef Stalin 1953 - 1953 Gieorgij Malenkow 1955                                                                              |

Rok 1953 / MCMLIII
stulecia: XIX wiek ~
XX wiek ~
XXI wiek

dziesięciolecia:
1920–1929 •
1930–1939 •
1940–1949 •
1950–1959
• 1960–1969
• 1970–1979
• 1980–1989

lata: 1943 «
1948 «
1949 «
1950 «
1951 «
1952 «
1953
» 1954
» 1955
» 1956
» 1957
» 1958
» 1963

## Wydarzenia w Polsce
- 1 stycznia – do systemu energetycznego kraju została włączona pierwsza elektrownia w Jaworznie o nazwie Elektrownia Jaworzno.
- 3 stycznia – zniesiono wprowadzoną w 1952 reglamentację żywności, lecz towarzyszyła jej znaczna podwyżka cen.
- 12 stycznia – prymas Stefan Wyszyński otrzymał od papieża Piusa XII nominację kardynalską.
- 21 stycznia – w Krakowie przed sądem wojskowym rozpoczął się pokazowy proces księży kurii krakowskiej.
- 23 stycznia – TVP rozpoczęła regularną emisję programów ze studia telewizyjnego na warszawskiej Pradze (audycje emitowano w każdy piątek o godz. 17:00 i trwały one od 30 do 60 min).
- 27 stycznia – przed Wojskowym Sądem Rejonowym w Krakowie zakończył się proces księży kurii krakowskiej.
- 1 lutego – w Krakowie powstało Wydawnictwo Literackie.
- 8 lutego – została opublikowana rezolucja Związku Literatów Polskich w Krakowie, wyrażająca poparcie dla wyroków zapadłych w sfingowanym procesie księży kurii krakowskiej.
- 9 lutego – wydano dekret dający organom państwowym prawo do odmowy zgody na wszelkie nominacje kościelne.
- 24 lutego – w więzieniu mokotowskim został powieszony po sfingowanym procesie gen. August Emil Fieldorf ps. „Nil”.
- 2 marca – założono klub sportowy Start Łódź.
- 4 marca – 5 górników zginęło w wybuchu metanu w KWK Bolesław Chrobry w Wałbrzychu.
- 5 marca – na myśliwcu MiG-15 z bazy lotniczej w Słupsku zbiegł na duńską wyspę Bornholm porucznik Franciszek Jarecki.
- 7 marca:
  - Katowice i województwo katowickie zostały przemianowane na Stalinogród i województwo stalinogrodzkie.
  - Pałac Kultury i Nauki w Warszawie przemianowano na Pałac Kultury i Nauki im. Józefa Stalina.
- 8 marca – w związku z odmową opublikowania nekrologu Stalina w numerze z 8 marca, władze PRL zawiesiły wydawanie Tygodnika Powszechnego.
- 9 marca – żałoba narodowa po śmierci Józefa Stalina.
- 19 marca – doszczętnie spłonęło schronisko PTTK na Hali Miziowej.
- 3 kwietnia – powstał Miejski Zakład Komunikacyjny w Opolu.
- 15 kwietnia – powstał KS Wisła.
- 1 maja – w Warszawie oddano do użytku Dom Partii, w którym miał siedzibę Komitet Centralny PZPR, w latach 1991–2000 mieściła się tam m.in. Giełda Papierów Wartościowych, obecnie (2013) – Centrum Bankowo-Finansowe.
- 8 maja – biskupi polscy skierowali do rządu PRL list, który przeszedł do historii pod nazwą Non possumus.
- 13 maja – w Lublinie utworzono Wieczorową Szkołę Inżynierską, która później przekształciła się w Politechnikę Lubelską.
- 17 maja – w Warszawie rozpoczęły się X Mistrzostwa Europy w Boksie.
- 24 maja – podczas odbywających się w Warszawie X Mistrzostw Europy w Boksie stoczono walki finałowe. Polscy bokserzy zdobyli 5 złotych medali, trzykrotnie pokonując reprezentantów ZSRR.
- 6 czerwca – ukazało się pierwsze wydanie Tygodnika Demokratycznego.
- 28 czerwca:
  - powstało Muzeum Marynarki Wojennej w Gdyni.
  - w Krakowie, Bożena Pestka ustanowiła rekord Polski w biegu na 800 m wynikiem 2:16,7 s.
- 1 lipca – utworzono Państwowy Zespół Pieśni i Tańca „Śląsk”.
- 5 lipca – rozbito oddział por. Wacława Grabowskiego pseud.„Puszczyk”, ostatniej formacji NZW działającej na Mazowszu Północnym.
- 21 lipca – w mieście Lublin została uruchomiona pierwsza linia trolejbusowa 15 (Radziszewskiego – Dworzec PKP).
- 22 lipca – rozpoczęła emisję Ekspozytura Polskiego Radia w Zielonej Górze.
- 9 sierpnia – Stefan Lewandowski ustanowił rekord Polski w biegu na 1500 m wynikiem 3:49,2 s.
- 23 sierpnia – rząd PRL ogłosił zrzeczenie się reparacji od Niemiec po II wojnie światowej.
- 27 sierpnia – we Wrocławiu, Eulalia Szwajkowska ustanowiła rekord Polski w biegu na 400 m wynikiem 59,3 s.
- 5 września – premiera filmu Sprawa do załatwienia.
- 19 września – na Żeraniu wyprodukowano pierwszy polski silnik do samochodu Warszawa M-20.
- 22 września – w pokazowym procesie biskup kielecki Czesław Kaczmarek i czterej pracownikami kurii zostali skazani na wieloletnie więzienie.
- 25 września – aresztowano prymasa Stefana Wyszyńskiego, nasilił się nacisk na Kościół.
- 28 września – biskup Michał Klepacz przejął na żądanie władz PRL przewodnictwo Konferencji Episkopatu Polski.
- 30 września – we wrocławskiej fabryce Pafawag wyprodukowano pierwszy elektrowóz (EP02).
- 8 października – aktem powołania przez ministra sprawiedliwości, na mocy przysługujących mu uprawnień ustawowych (nr MS 11/53) powstała Wojewódzka Izba Adwokacka w Zielonej Górze – obecnie Izba Adwokacka w Zielonej Górze.
- 12 października – uwięziony przez władze komunistyczne prymas Stefan Wyszyński został przeniesiony z Rywałdu do Stoczka Klasztornego.
- 1 listopada:
  - powstał Bałtycki Teatr Dramatyczny im. Juliusza Słowackiego w Koszalinie.
  - Rada Ministrów podjęła uchwałę o przerwaniu robót przy budowie warszawskiego metra.
- 2 listopada – założono Instytut Energetyki w Warszawie.
- 6 listopada – powstał polski Teatr Telewizji.
- 7 listopada – w Lublinie powstaje druga linia trolejbusowa 16 (Radziszewskiego – Mickiewicza).
- 13 listopada – założono Olsztyński Teatr Lalek.
- 18 listopada – powołano pierwszą Radę Adwokacką w Zielonej Górze (obecnie Okręgowa Rada Adwokacka w Zielonej Górze).
- 5 grudnia – pułkownik Józef Światło poprosił o azyl w Berlinie Zachodnim.
- 8 grudnia – o godz. 21:00, w kaplicy Matki Bożej na Jasnej Górze po raz pierwszy odmówiono modlitwę apelu jasnogórskiego.
- 12 grudnia – w Warszawie otwarto drugie w kraju sztuczne lodowisko – Torwar.
- 17 grudnia – polscy biskupi katoliccy pod przewodnictwem Michała Klepacza składają ślubowanie na wierność PRL[1].
- 21 grudnia – Rada Państwa skorzystała z prawa łaski wobec skazanych na długoletnie więzienie za szpiegostwo obywateli francuskich André Simona Robineau i Gastona Drueta.
- 31 grudnia – zaprezentowano pierwszy przedprototypowy egzemplarz Syreny.

## Wydarzenia na świecie
- 5 stycznia – w paryskim Théâtre de Babylone odbyła się prapremiera sztuki Samuela Becketta Czekając na Godota w reżyserii Rogera Blina.
- 7 stycznia – prezydent USA Harry Truman ogłosił zbudowanie pierwszej bomby wodorowej.
- 8 stycznia – René Mayer został premierem Francji.
- 11 stycznia – Austriak Josef Bradl wygrał 1. Turniej Czterech Skoczni.
- 13 stycznia – dziennik Prawda poinformował o wykryciu rzekomego spisku lekarzy kremlowskich.
- 14 stycznia:
  - Josip Broz Tito został prezydentem Jugosławii.
  - włoski transatlantyk SS „Andrea Doria” wypłynął w swój dziewiczy rejs z Genui do Nowego Jorku.
- 20 stycznia – Dwight Eisenhower został zaprzysiężony na 34. prezydenta Stanów Zjednoczonych.
- 22 stycznia – na Broadwayu odbyła się premiera dramatu Czarownice z Salem Arthura Millera.
- 31 stycznia – brytyjski prom „Princess Victoria” zatonął na Morzu Irlandzkim, pochłaniając 128 ofiar.
- 1 lutego – 1853 osoby zginęły w Holandii, a 307 w Wielkiej Brytanii w wyniku powodzi wywołanej przez sztorm na Morzu Północnym.
- 5 lutego – premiera filmu animowanego Piotruś Pan.
- 9 lutego – w odwecie za prześladowania Żydów w związku z tzw. spiskiem lekarzy kremlowskich, członkowie nacjonalistyczno-syjonistycznego podziemia dokonali zamachu bombowego na budynek radzieckiej ambasady w Tel Awiwie, w wyniku którego rannych zostało jej 3 pracowników. W odpowiedzi na zamach 3 dni później ZSRR zerwał stosunki dyplomatyczne z Izraelem.
- 10 lutego – założono międzynarodową korporację paliwową Eni z siedzibą w Rzymie.
- 11 lutego – ZSRR zerwał stosunki dyplomatyczne z Izraelem w reakcji na zamach bombowy na swoją ambasadę w Tel Awiwie.
- 12 lutego – zawarto brytyjsko-egipskie porozumienie przewidujące zakończenie kondominium w Sudanie i przyznanie temu krajowi samorządności w ciągu 3 lat.
- 15 lutego – szwedzka firma ASEA wyprodukowała pierwszy syntetyczny diament.
- 16 lutego – otwarto Narodowe Muzeum Nauki i Technologii im. Leonarda da Vinci w Mediolanie.
- 25 lutego – w Pradze rozpoczęto budowę pomnika Stalina.
- 26 lutego – Allen Dulles został dyrektorem CIA.
- 28 lutego – James Watson and Francis Crick ogłosili, że na podstawie rentgenogramów rozpoznano strukturę DNA.
- 1 marca – Józef Stalin doznał ciężkiego udaru mózgu.
- 3 marca – w katastrofie należącego do Canadian Pacific Air Lines samolotu pasażerskiego de Havilland Comet w pakistańskim Karaczi zginęły wszystkie 11 osób na pokładzie.
- 5 marca:
  - zmarł Józef Stalin, przywódca ZSRR odpowiedzialny m.in. za politykę terroru.
  - zmarł Siergiej Prokofjew, rosyjski i radziecki kompozytor, dyrygent i pianista.
- 6 marca – po śmierci Stalina nowym premierem ZSRR i p.o. pierwszego sekretarza KPZR został Gieorgij Malenkow.
- 9 marca – odbył się pogrzeb Józefa Stalina.
- 10 marca – odbyła się premiera filmu Lili.
- 15 marca – powstała islandzka Partia na rzecz Zachowania Narodu (isl. Þjóðvarnarflokkurinn).
- 18 marca – w trzęsieniu ziemi o sile 7,4 stopnia w skali Richtera w północno-zachodniej Turcji zginęło 265 osób.
- 19 marca – odbyła się 25. ceremonia wręczenia Oscarów, pierwsza transmitowana przez telewizję.
- 20 marca – Francuzi aresztowali sułtana Muhammada V, co doprowadziło do wybuchu powstania w Maroku Francuskim.
- 21 marca – Antonín Zápotocký został prezydentem Czechosłowacji.
- 27 marca:
  - Duńczycy opowiedzieli się w referendum za zmianami w prawie sukcesyjnym, umożliwiającymi zasiadanie na tronie kobietom.
  - utworzono Królewskie Holenderskie Siły Powietrzne.
  - założono klub piłkarski Dynamo Berlin.
- 28 marca – Libia została członkiem Ligi Państw Arabskich.
- 2 kwietnia – Julius Raab został kanclerzem Austrii.
- 5 kwietnia – uruchomienie pierwszego modelu komputera stacjonarnego IBM 701 przeznaczonego do szerszej dystrybucji.
- 8 kwietnia – późniejszy pierwszy prezydent niepodległej Kenii Jomo Kenyatta został skazany na 7 lat ciężkich robót pod zarzutem kierowania antybrytyjskim powstaniem Mau Mau.
- 9 kwietnia – przyszły wielki książę Luksemburga Jan poślubił księżniczkę belgijską Józefinę Charlottę.
- 10 kwietnia – Szwed Dag Hammarskjöld został sekretarzem generalnym ONZ.
- 11 kwietnia – reprezentacja Singapuru w piłce nożnej w swym pierwszym oficjalnym meczu przegrała z Koreą Południową 2:3.
- 12 kwietnia:
  - założono klub piłkarski Dynamo Drezno.
  - zlikwidowano komunikację tramwajową w indyjskim Madrasie (obecnie Ćennaj).
- 13 kwietnia – na polecenie Allena Dullesa CIA rozpoczęła realizację tajnego projektu MKUltra, dotyczącego możliwości sterowania pracą ludzkiego mózgu.
- 17 kwietnia – założono szwajcarskie przedsiębiorstwo transportu śmigłowcowego Heliswiss.
- 21 kwietnia – rozpoczęły się ostatnie wspólne wybory parlamentarne w Danii i na Wyspach Owczych.
- 22 kwietnia – premiera filmu Cena strachu w reżyserii Henriego-Georges’a Clouzota.
- 23 kwietnia – premiera westernu Jeździec znikąd.
- 24 kwietnia – Winston Churchill, sprawujący po raz drugi urząd premiera Wielkiej Brytanii, został – z woli królowej Elżbiety II – kawalerem Orderu Podwiązki, jako czwarty z rodu.
- 25 kwietnia – w czasopiśmie Nature opublikowano pracę Jamesa Deweya Watsona i Francisa Cricka opisującą model budowy przestrzennej podwójnej helisy DNA.
- 27 kwietnia – w wyniku eksplozji kotłowni na lotniskowcu USS „Bennington” zginęło 11 marynarzy, a 4 zostało rannych.
- 28 kwietnia – syn Józefa Stalina Waslilij został aresztowany pod zarzutem ujawnienia tajnych informacji zagranicznym dyplomatom i oczerniania przywódców radzieckich.
- 30 kwietnia – 18 osób zginęło w wyniku przejścia tornada nad Warner Robins w Georgii.
- 1 maja – rozpoczęła nadawanie Telewizja Czechosłowacka.
- 2 maja:
  - Husajn ibn Talal został koronowany na króla Jordanii.
  - 43 osoby zginęły w katastrofie brytyjskiego samolotu pasażerskiego de Havilland Comet w Bengalu Zachodnim w Indiach.
- 3 maja – rozpoczęła nadawanie zachodnioniemiecka rozgłośnia radiowa Deutsche Welle.
- 4 maja – Ernest Hemingway otrzymał Nagrodę Pulitzera za powieść Stary człowiek i morze.
- 5 maja – w NRD ustanowiono Order Karola Marksa.
- 6 maja – John H. Gibbon i Clarence Lillihei przeprowadzili w klinice w Filadelfii pierwszą operację serca z zastosowaniem aparatury podtrzymującej krążenie.
- 10 maja – Ciudad Constitución na meksykańskim Półwyspie Kalifornijskim uzyskało prawa miejskie.
- 11 maja – 114 osób zginęło po przejściu tornada nad Waco w Teksasie.
- 18 maja:
  - Amerykanka Jacqueline Cochran, jako pierwsza kobieta-pilot w historii, przekroczyła barierę dźwięku.
  - I wojna indochińska: zwycięstwo wojsk wietnamskich nad laotańsko-francuskimi w bitwie pod Muong Khoua (13 kwietnia-18 maja).
- 19 maja – rząd RFN uchwalił Federalną Ustawę o Wypędzonych i Uchodźcach.
- 25 maja – na amerykańskim poligonie atomowym Nevada Test Site z działa M65 Atomic Annie wystrzelono po raz pierwszy pocisk atomowy.
- 29 maja – Edmund Hillary wraz z Szerpą Tenzingiem Norgayem jako pierwsi w historii zdobyli najwyższy szczyt Ziemi, Mount Everest.
- 2 czerwca – uroczystość koronacji Elżbiety II na królową Wielkiej Brytanii i Irlandii Północnej oraz głowę Wspólnoty Narodów (Commonwealthu). Uroczystość ta była pierwszą w świecie koronacją królewską transmitowaną przez telewizję.
- 5 czerwca – przyjęto nową konstytucję Danii.
- 8 czerwca – 115 osób zginęło, a 844 zostały ranne w wyniku przejścia tornada nad miastem Flint w amerykańskim stanie Michigan.
- 9 czerwca – 94 osoby zginęły w wyniku przejścia tornada nad Worcester w stanie Massachusetts.
- 17 czerwca – po manifestacjach robotniczych przeciw komunistom w Berlinie Wschodnim radzieckie dowództwo wojskowe wprowadziło stan wyjątkowy na terytorium NRD.
- 18 czerwca:
  - w niespełna rok po obaleniu króla Faruka Egipt ogłoszono republiką, zaś pierwszym prezydentem został Muhammad Nadżib.
  - w katastrofie amerykańskiego wojskowego samolotu transportowego Douglas C-124 Globemaster II pod Tokio zginęło 129 osób.
- 19 czerwca:
  - wybuchły zamieszki w Berlinie (tzw. powstanie berlińskie) i większych miastach NRD.
  - skazani na karę śmierci za szpiegostwo na rzecz ZSRR Ethel i Julius Rosenbergowie zostali w nowojorskim więzieniu Sing Sing straceni na krześle elektrycznym.
- 26 czerwca – na Kremlu został aresztowany minister spraw wewnętrznych i pierwszy wicepremier, deputowany Rady Najwyższej, członek Biura Politycznego KC KPZR – marszałek ZSRR Ławrientij Beria.
- 27 czerwca – wojna koreańska: podpisano umowę o strefie demarkacyjnej między Koreą Północną a Koreą Południową.
- 30 czerwca – koncern General Motors rozpoczął produkcję sportowego samochodu Chevrolet Corvette.
- 3 lipca – Hermann Buhl jako pierwszy wszedł na Nanga Parbat (szczyt zdobył bez tlenu, ostatnie 1300 m przechodząc samotnie).
- 4 lipca – Imre Nagy został premierem Węgier i zapowiedział nowy kurs w polityce ekonomicznej kraju.
- 11 lipca – w NRD i Berlinie Wschodnim zniesiono stan wyjątkowy.
- 12 lipca – 58 osób zginęło w katastrofie amerykańskiego samolotu DC-6A(inne języki) na Pacyfiku.
- 23 lipca – król Egiptu Faruk abdykował.
- 26 lipca – oddział Fidela Castro zaatakował koszary Moncada.
- 27 lipca – w Panmundżomie podpisano umowę o strefie demarkacyjnej pomiędzy Koreą Północną a Koreą Południową, która zakończyła wojnę koreańską. Wzdłuż linii demarkacyjnej dzielącej Północ od Południa powstała strefa zdemilitaryzowana.
- 12 sierpnia – po raz pierwszy ZSRR przeprowadził eksplozję bomby wodorowej.
- 19 sierpnia – w przygotowanym przez CIA i MI6 zamachu stanu został obalony Mohammad Mosaddegh premier Iranu wybrany w wolnych wyborach. Powodem było pozbawienie Imperium Brytyjskiego kontroli nad irańską ropą[2].
- 27 sierpnia – premiera amerykańskiej komedii romantycznej Rzymskie wakacje w reżyserii Williama Wylera z Audrey Hepburn i Gregorym Peckiem.
- 3 września – weszła w życie Europejska konwencja praw człowieka.
- 7 września – Nikita Chruszczow został I sekretarzem Komitetu Centralnego KPZR.
- 12 września – John F. Kennedy poślubił młodszą o 12 lat dziennikarkę Jacqueline Lee Bouvier.
- 14 września – w USA opublikowano drugą część tzw. Raportu Kinseya.
- 22 września – na University of Illinois at Urbana-Champaign uruchomiono komputer ILLIAC I.
- 5 października – Earl Warren został przewodniczącym Sądu Najwyższego Stanów Zjednoczonych; 10 lat później przewodniczył komisji śledczej mającej za zadanie zbadać okoliczności zamachu w Dallas.
- 19 października – Francuzka Denise Perrier zdobyła w Londynie tytuł Miss World 1953.
- 29 października – ustanowiono największe panamskie odznaczenie – Order Manuela Amadora Guerrero.
- 9 listopada – Kambodża proklamowała niepodległość (od Francji).
- 10 listopada – Ankara: w 15. rocznicę śmierci otwarto Anıtkabir – mauzoleum założyciela tureckiej Republiki, Mustafy Kemala Atatürka.
- 14 listopada – przyjęto flagę NATO.
- 20 listopada – Albert Scott Crossfield na amerykańskim samolocie doświadczalnym Douglas D-558-2 Skyrocket jako pierwszy pilot osiągnął dwukrotną prędkość dźwięku.
- 21 listopada – po serii szczegółowych badań trwających od 1949 roku, Muzeum Historii Naturalnej w Londynie ogłosiło, iż czaszka „Człowieka z Piltdown” jest falsyfikatem.
- 23 listopada – Chan Nak został premierem Kambodży.
- 25 listopada – węgierska „Złota Jedenastka” pokonała w meczu towarzyskim na Wembley Anglię 6:3.
- 26 listopada – premiera musicalu filmowego Pocałuj mnie, Kasiu.
- 29 listopada – zainaugurował działalność Teatru Opery i Baletu w Tiranie.
- 1 grudnia – ukazał się pierwszy numer Playboya.
- 6 grudnia – rosyjski pisarz emigracyjny Vladimir Nabokov ukończył swą najgłośniejszą powieść pt. Lolita.
- 7 grudnia – Dawid Ben Gurion ustąpił z funkcji premiera Izraela.
- 19 grudnia – odbyła się prezentacja samochodu osobowego Škoda 440.
- 23 grudnia:
  - rozstrzelano Ławrientija Berię i jego sześciu współpracowników.
  - dokonano oblotu eksperymentalnego amerykańskiego myśliwca pionowego startu i lądowania Lockheed XFV.
- 24 grudnia:
  - 106 osób zginęło w katastrofie kolejowej w Sakvicach w Czechosłowacji.
  - 151 osób zginęło w wyniku zejścia laharu z jeziora w kraterze wulkanu Ruapehu i zerwania mostu kolejowego, tuż przed nadjeżdżającym pociągiem ekspresowym z Wellington do Auckland (Nowa Zelandia).
- 25 grudnia:
  - armia USA zakończyła okupację japońskiej wyspy Amami.
  - w Hongkongu spłonęły slumsy zamieszkane przez chińskich emigrantów.
- 29 grudnia – Joseph Bech został premierem Luksemburga.
- XV Międzynarodowy Kongres Starokatolików w Monachium.
- III Międzynarodowa Konferencja Teologów Starokatolickich w Monachium.
- Zamontowanie reflektorów na White Hart Lane.
- Potwierdzono kolonialny status Grenlandii, stała się ona nieodłączną częścią Danii z reprezentacją w duńskim parlamencie – Folketingu.

## Urodzili się
- 1 stycznia:
  - Alpha Blondy, iworyjski muzyk
  - Afonso Dhlakama, mozambicki polityk (zm. 2018)
  - Philippe Douste-Blazy, francuski polityk
  - Zoran Janković, słoweński polityk, burmistrz Lublany
  - Dani Klein(inne języki), belgijska piosenkarka, liderka zespołu Vaya Con Dios
  - Henryk Mażul, polski poeta
  - Piotr Pacewicz, polski psycholog i dziennikarz
  - Zenon Plech, polski żużlowiec (zm. 2020)
- 2 stycznia:
  - Wiesław Dobkowski, polski inżynier, samorządowiec, polityk, senator RP
  - Naila Gilazowa, rosyjska florecistka
  - Adam Łoziński, polski polityk, nauczyciel, poseł na Sejm III kadencji
- 3 stycznia:
  - Mehdi Cerbah, algierski piłkarz, bramkarz (zm. 2021)
  - Laurent Dognin, francuski duchowny katolicki, biskup pomocniczy Bordeaux
  - Henryk Hajduk, polski polityk i inżynier, poseł na Sejm II kadencji
  - Angelo Parisi, włoski judoka
  - Peter Taylor, angielski piłkarz, trener
  - Mirosław Złomaniec, polski samorządowiec, wicemarszałek województwa lubelskiego
- 4 stycznia:
  - Tomasz Adamczuk, polski polityk, poseł na sejm PRL IX kadencji, senator III kadencji (zm. 1993)
  - Norberto Alonso, argentyński piłkarz
  - Mario Oliverio, włoski polityk, prezydent regionu Kalabria
  - Alapati Lui Mataeliga, samoański duchowny katolicki, arcybiskup metropolita Samoa-Apia, superior misji „sui iuris” Tokelau (zm. 2023)
  - Philippe Nicolet, szwajcarski reżyser i scenarzysta filmów dokumentalnych i fabularnych, dziennikarz
  - Krystyna Oniszczuk-Awiżeń, polska historyczka, muzealniczka i wydawca
  - Krzysztof Podemski, polski socjolog, wykładowca akademicki
  - Algimantas Rimkūnas, litewski ekonomista, wykładowca akademicki, dyplomata
  - Leszek Walczak, polski lekkoatleta, sprinter (zm. 2012)
  - Sławomir Wiatr, polski polityk, poseł na Sejm kontraktowy
- 5 stycznia:
  - Halina Iwaniec, polska koszykarka
  - Pamela Sue Martin, amerykańska aktorka, modelka
  - Ludwika Ogorzelec, polska rzeźbiarka
  - Jan Piotrowski, polski duchowny katolicki, biskup pomocniczy tarnowski, biskup kielecki
  - Mike Rann, australijski polityk
  - Wasilij Sołomin, rosyjski bokser
  - George Tenet, amerykański polityk, dyrektor CIA
  - Paul Wertico, amerykański perkusista jazzowy
  - Hiromi Yano, japońska siatkarka
- 6 stycznia:
  - Aleksander Białous, polski muzyk, kompozytor, aranżer
  - Rajisa Bohatyriowa, ukraińska lekarka, polityk
  - Noel Dempsey, irlandzki polityk
  - Ian Frazer, australijski immunolog pochodzenia szkockiego
  - Tomislav Ivčić, chorwacki piosenkarz, autor tekstów, polityk (zm. 1993)
  - Manfred Kaltz, niemiecki piłkarz
  - Andrzej Krzepkowski, polski pisarz science fiction (zm. 1990)
  - Malcolm Young, australijski gitarzysta pochodzenia szkockiego, członek zespołu AC/DC (zm. 2017)
- 7 stycznia:
  - Dieter Hoeneß, niemiecki piłkarz, trener
  - Dieter-Lebrecht Koch, niemiecki architekt, eurodeputowany
  - Jan Lubiński, polski lekarz
  - Mieczysław Prószyński, polski wydawca, astrofizyk, alpinista, skoczek spadochronowy
- 8 stycznia:
  - Damián Alcázar, meksykański aktor
  - Peter Carroll, brytyjski okultysta
  - Adrian Fulford, brytyjski prawnik
- 9 stycznia:
  - David Hewson, brytyjski pisarz
  - Juan Antonio Martínez Camino, hiszpański duchowny katolicki, biskup pomocniczy Madrytu
- 10 stycznia:
  - Pat Benatar, amerykańska piosenkarka pochodzenia polsko-irlandzkiego
  - Richard Domba, kongijski duchowny katolicki, biskup Dungu-Dorumy (zm. 2021)
  - Jan Ordyński, polski dziennikarz i publicysta
  - Jan Polkowski, polski poeta, dziennikarz, rzecznik prasowy Rady Ministrów
  - Bobby Rahal, amerykański kierowca wyścigowy
  - Mike Stern, amerykański gitarzysta jazzowy
- 11 stycznia:
  - Werner Betz, niemiecki kolarz szosowy i torowy
  - Trygve Johannessen, norweski piłkarz, trener
  - Eduard Kučera, czeski przedsiębiorca i polityk
  - Maciej Negrey, polski kompozytor, muzykolog
- 12 stycznia:
  - Krzysztof Hipsz, polski dziennikarz (zm. 2025)
  - Arkadiusz Rybicki, polski polityk, poseł na Sejm RP, działacz społeczny (zm. 2010)
  - Adam Stach, polski samorządowiec, wicemarszałek województwa śląskiego
- 13 stycznia:
  - Zygmunt Duleba, polski generał brygady
  - Marek Kolasiński, polski polityk, przedsiębiorca, poseł na Sejm III kadencji
  - Serge Letchimy, francuski polityk, przewodniczący rady Martyniki
  - Luann Ryon, amerykańska łuczniczka (zm. 2022)
  - Mirosław Sośnicki, polski dziennikarz, pisarz, polityk, poseł na Sejm RP
  - Hanna Werblan-Jakubiec, polska botaniczka
- 14 stycznia:
  - Denzil Douglas, polityk z Saint Kitts i Nevis, premier
  - Maciej Ferlak, polski aktor
  - Patrick Le Gal, francuski duchowny katolicki, biskup pomocniczy Lyonu
- 15 stycznia:
  - Kent Hovind, amerykański kreacjonista
  - Petr Mareš, czeski historyk, polityk, dyplomata
- 16 stycznia:
  - Zdzisław Antolski, polski poeta (zm. 2023)
  - Elżbieta Kowalewska, polska strzelczyni sportowa (zm. 2012)
  - Władimir Mielenczuk, rosyjski hokeista, trener
  - Wojciech Wysocki, polski aktor
- 17 stycznia:
  - Carlos Johnson, amerykański muzyk i wokalista bluesowy
  - Agnese Possamai, włoska lekkoatletka, biegaczka średnio- i długodystansowa
  - Edmund Runowicz, polski polityk, samorządowiec, prezydent Szczecina
  - Andrzej Wichrowski, polski aktor
- 19 stycznia:
  - Desi Arnaz Jr., amerykański aktor, muzyk
  - Jürgen Gelsdorf, niemiecki piłkarz, trener
  - Cyprian Kizito Lwanga, ugandyjski duchowny katolicki, arcybiskup Kampali (zm. 2021)
  - Achille Variati, włoski polityk i samorządowiec
- 20 stycznia:
  - Robin McAuley, irlandzki piosenkarz
  - Filipe Neri Ferrão, indyjski duchowny katolicki, arcybiskup Goa i Damanu, patriarcha Wschodnich Indii
  - John Robertson, szkocki piłkarz
- 21 stycznia:
  - Paul Allen, amerykański przedsiębiorca (zm. 2018)
  - Milan Gaľa, słowacki polityk, eurodeputowany (zm. 2012)
  - Mariusz Puchalski, polski aktor teatralny (zm. 2021)
  - Józef Żywiec, polski polityk, samorządowiec, poseł na Sejm RP (zm. 2003)
- 22 stycznia:
  - Steve Chabot, amerykański polityk, kongresman
  - Jim Jarmusch, amerykański reżyser filmowy, aktor
  - Jan Stanienda, polski skrzypek (zm. 2021)
- 23 stycznia:
  - Teresa Głąbówna, polska skrzypaczka (zm. 2016)
  - Cathy Hopkins, brytyjska pisarka
  - Pawło Łazarenko, ukraiński polityk, premier Ukrainy
  - Alister McGrath, brytyjski teolog protestancki, biofizyk
  - Erich Obermayer, austriacki piłkarz
- 24 stycznia:
  - Jurij Baszmiet, rosyjski altowiolista
  - Mun Jae-in, prezydent Korei Południowej
  - Aleksander Mikołajczak, polski aktor
  - Zdzisław Pisarek, polski polityk, poseł na Sejm II kadencji
  - Marek Ruciński, polski ortopeda, polityk, poseł na Sejm RP
  - Matthew Wilder(inne języki), amerykański piosenkarz
- 25 stycznia:
  - Nicolae Botgros, mołdawski skrzypek, dyrygent
  - Dževad Karahasan, bośniacki prozaik, eseista, dramaturg (zm. 2023)
  - Dražen Mužinić, chorwacki piłkarz
  - Dragan Todorović, serbski polityk
- 26 stycznia:
  - Alik L. Alik, mikronezyjski dyplomata, polityk
  - Reinhard Bütikofer, niemiecki polityk, eurodeputowany
  - Aloke Dasgupta, indyjski sitarzysta
  - Georges Varkey Puthiyakulangara, indyjski duchowny katolicki, biskup Port-Bergé na Madagaskarze
  - Anders Fogh Rasmussen, duński polityk, premier Danii
  - Lucinda Williams, amerykańska piosenkarka, kompozytorka
- 27 stycznia:
  - Richard Bremmer, brytyjski aktor
  - Göran Flodström, szwedzki szpadzista
  - Rasoul Korbekandi, irański piłkarz, bramkarz, trener
- 28 stycznia:
  - Richard Anconina, francuski aktor pochodzenia hiszpańsko-żydowskiego
  - Wiesław Banach, polski historyk sztuki, muzealnik
  - Christian Kratz, francuski duchowny katolicki, biskup pomocniczy Strasburga
  - Henryk Urbaś, polski dziennikarz sportowy
- 29 stycznia:
  - Peter Baumann, niemiecki muzyk, członek zespołu Tangerine Dream
  - Grażyna Szmacińska, polska szachistka
  - Charlie Wilson, amerykański wokalista, autor tekstów, członek zespołu The Gap Band(inne języki)
- 30 stycznia:
  - Delia Córdova, peruwiańska siatkarka (zm. 2016)
  - Laurentino Cortizo, panamski polityk, prezydent Panamy
  - Tijs Goldschmidt, holenderski biolog ewolucyjny, pisarz
  - Halina Kanasz, polska saneczkarka
  - Alicja Resich-Modlińska, polska dziennikarka
  - Benoît Puga, francuski generał armii
  - Zuzana Roithová, czeska lekarka, polityk
  - Marek Sobczak, polski satyryk, felietonista, członek Kabaretu Klika (zm. 2014)
  - Steven Zaillian, amerykański reżyser, scenarzysta, producent i montażysta filmowy pochodzenia ormiańskiego
- 31 stycznia:
  - Jacek Chmielnik, polski aktor, reżyser teatralny, dramaturg i prezenter telewizyjny (zm. 2007)
  - Siergiej Iwanow, rosyjski polityk
  - Anna Muzyka-Walawender, polska poetka (zm. 2019)
  - Igors Pimenovs, łotewski samorządowiec, polityk pochodzenia rosyjskiego
  - Teresa Starowieyska, polska koszykarka
- 1 lutego:
  - Miguel Ángel Alonso, hiszpański piłkarz
  - Constantine Bae Ki-hyen, koreański duchowny katolicki, biskup Masan
- 2 lutego:
  - Dorota Czudowska, polska onkolog, polityk, senator RP
  - Władimir Kowalow, rosyjski łyżwiarz figurowy, trener
- 3 lutego:
  - Chris Bahr, amerykański piłkarz, futbolista
  - Krzysztof Baszczyński, polski polityk, nauczyciel, poseł na Sejm II, III i IV kadencji
  - Magdalena Jankowska, polska poetka, pisarka, krytyk teatralny
  - Piotr Stasiński, polski dziennikarz, publicysta
- 4 lutego – Kitarō, japoński muzyk, kompozytor
- 5 lutego:
  - Freddie Aguilar, filipiński piosenkarz i kompozytor (zm. 2025)
  - Peter Arntz, holenderski piłkarz
  - John Beilein, amerykański trener koszykówki
  - Gustavo Benítez, paragwajski piłkarz, trener
  - Edward Nęcka, polski psycholog
  - Kate Trotter, kanadyjska aktorka
- 6 lutego:
  - Rudolf Bażanowski, polski duchowny ewangelicki, biskup mazurski
  - Zoran Filipović, czarnogórski piłkarz, trener
  - James Patrick Powers, amerykański duchowny katolicki, biskup Superior
  - Brian Simpson, brytyjski polityk, eurodeputowany
- 7 lutego:
  - Francesco Salvi, włoski aktor, piosenkarz
  - Adam Torbicki, polski lekarz
  - Krzysztof Żabiński, polski polityk (zm. 2024)
- 8 lutego:
  - Alina Jackiewicz-Kaczmarek, polska malarka, rysowniczka, graficzka, wykładowczyni akademicka
  - Albert Jan Maat, holenderski działacz organizacji rolniczych, samorządowiec, polityk, eurodeputowany
  - Andrzej Matejuk, polski oficer Policji, komendant główny
  - Adam Sandurski, polski zapaśnik
  - Mary Steenburgen, amerykańska aktorka
- 9 lutego:
  - Valeriu Butulescu, rumuński poeta, dramaturg, aforysta, tłumacz, polityk
  - Gary Franks, amerykański polityk
  - Ciarán Hinds, irlandzki aktor
  - Michèle Rivasi, francuska polityk, eurodeputowana (zm. 2023)
  - Berdybek Saparbajew, kazachski polityk (zm. 2023)
  - Richard Solarz, polski reżyser i operator filmowy
  - Michał Wojciechowski, polski biblista i publicysta
- 10 lutego – Henryk Antczak, polski ekonomista, samorządowiec, burmistrz Mławy
- 11 lutego:
  - Jeb Bush, amerykański polityk
  - Teresa Karol, polska samorządowiec, wicemarszałek województwa opolskiego
  - Zbigniew Mikołajów, polski piłkarz
  - Vicky Perec, izraelski piłkarz, trener (zm. 2021)
  - Adil Safar, syryjski polityk, premier Syrii
- 12 lutego:
  - Irene Abel, niemiecka gimnastyczka
  - Joanna Kerns, amerykańska aktorka, reżyserka filmowa
  - Jan Kidawa-Błoński, polski reżyser, scenarzysta i producent filmowy
  - Andrzej Kozłowski, polski rzeźbiarz ludowy
  - Helmut Wechselberger, austriacki kolarz szosowy
  - Włodzimierz Wójcik, polski polityk, wojewoda świętokrzyski (zm. 2015)
- 13 lutego:
  - Lupczo Jordanowski, macedoński sejsmolog, polityk (zm. 2010)
  - Suleiman Nyambui, tanzański lekkoatleta, długodystansowiec
  - František Štambachr, czeski piłkarz
- 14 lutego:
  - Grażyna Korin, polska aktorka
  - Hans Krankl, austriacki piłkarz, trener
  - Elżbieta Lizińczyk, polska siatkarka, trenerka
  - Jolanta Majchrzak, polska pianistka i piosenkarka
  - Siergiej Mironow, rosyjski polityk
  - Valero Rivera, hiszpański piłkarz ręczny, trener
  - Alina Świdowska, polska aktorka, śpiewaczka pochodzenia żydowskiego
  - José Vieira da Silva, portugalski polityk, ekonomista
- 15 lutego:
  - Henry Glaß, niemiecki skoczek narciarski
  - Jarmila Nygrýnová, czeska lekkoatletka, skoczkini w dal (zm. 1999)
  - Josef Schmid, niemiecki lekkoatleta, średniodystansowiec
  - Adam Tomasiak, polski wioślarz
- 16 lutego:
  - Hunt Block, amerykański aktor
  - Roberta Williams, amerykańska projektantka gier komputerowych
- 17 lutego:
  - Zbigniew Głuszczak, polski ekonomista i fotoreporter
  - Pertti Karppinen, fiński wioślarz
  - Annie Schreijer-Pierik, holenderska polityk, eurodeputowana
  - Alain Claude Sulzer, szwajcarski pisarz, tłumacz, dziennikarz
  - Włodzimierz Wasiński, polski polityk, związkowiec, poseł na Sejm III kadencji
- 18 lutego:
  - Waldemar Czyszak, polski aktor
  - Rudolf Elsener, szwajcarski piłkarz
  - Gonzalo Espina Peruyero, hiszpański duchowny katolicki, administrator apostolski Oviedo
  - Danuta Gąska, polska lekkoatletka, sprinterka i płotkarka
- 19 lutego:
  - Jan Barcz, polski prawnik
  - Anuar Battisti, brazylijski duchowny katolicki, arcybiskup Maringá
  - Cristina Fernández de Kirchner, argentyńska polityk, prezydent Argentyny
- 20 lutego:
  - Ramiz Bašić, czarnogórski dyplomata
  - Jon Bentley, amerykański matematyk, informatyk, wykładowca akademicki
  - Riccardo Chailly, włoski dyrygent
  - Ivan Daniliants, mołdawski piłkarz, trener pochodzenia niemieckiego
  - Józef Głowa, polski polityk, przedsiębiorca, poseł na Sejm IV kadencji
  - Tom Rüsz Jacobsen, norweski piłkarz, bramkarz
  - Ignac Kavec, słoweński hokeista, trener
  - Anna Organiściak-Krzykowska, polska ekonomistka, profesor
  - Krzysztof Żurowski, polski reżyser, operator i scenarzysta filmowy, scenograf
- 21 lutego:
  - Siegfried Bracke, belgijski dziennikarz, polityk
  - Christine Ebersole, amerykańska aktorka i wokalistka
  - William Petersen, amerykański aktor, producent filmowy pochodzenia duńskiego
  - Dagmar Roth-Behrendt, niemiecka polityk
- 22 lutego:
  - Romas Kalanta, litewski bohater narodowy (zm. 1972)
  - Maciej Korwin, polski aktor i reżyser teatralny (zm. 2013)
  - Siarhiej Martynau, radziecki i białoruski dyplomata i polityk, minister spraw zagranicznych Białorusi
  - Andrzej Raczko, polski ekonomista, polityk
  - Wojciech Życiński, polski duchowny, doktor habilitowany, wykładowca akademicki (zm. 2020)
- 23 lutego:
  - Jacek Bielczyk, polski szachista
  - Piotr van der Coghen, polski ratownik górski, samorządowiec, polityk, poseł na Sejm RP
  - Jaromír Kohlíček, czeski polityk, eurodeputowany (zm. 2020)
  - Maciej Kujawski, polski aktor (zm. 2023)
  - Marula Lambru-Teloni, cypryjska lekkoatletka, skoczkini w dal
  - Satoru Nakajima, japoński kierowca wyścigowy
  - Antônio Carlos Rossi Keller, brazylijski duchowny katolicki, biskup Frederico Westphalen
  - Anna Wyrozumska, polska prawnik, profesor nauk prawnych
- 24 lutego:
  - Mahmoud Guendouz, algierski piłkarz, trener
  - Jane Hirshfield, amerykańska poetka
  - Marek Król, polski dziennikarz, polityk
- 25 lutego:
  - José María Aznar, hiszpański polityk, premier Hiszpanii
  - Leszek Deptuła, polski polityk, samorządowiec, marszałek województwa podkarpackiego (zm. 2010)
- 26 lutego:
  - Michael Bolton, amerykański piosenkarz, kompozytor, autor tekstów
  - Marcel Gumbs, polityk z Sint Maarten, premier
  - Anna Jegier, polska lekarz, profesor nauk medycznych
  - Alan McGuckian, irlandzki duchowny katolicki, biskup Raphoe
  - María Ostolaza, peruwiańska siatkarka
- 27 lutego:
  - Seretse Ian Khama, botswański polityk, prezydent Botswany
  - Yolande Moreau, belgijska aktorka, reżyserka filmowa
- 28 lutego:
  - Levir Culpi, brazylijski piłkarz, trener
  - Paul Krugman, amerykański ekonomista, laureat Nagrody Banku Szwecji im. Alfreda Nobla w dziedzinie ekonomii
  - Dino Porrini, włoski kolarz szosowy
  - Yang Jeong-mo, południowokoreański zapaśnik
- 1 marca:
  - Rolf Danneberg, niemiecki lekkoatleta, dyskobol
  - José Higueras, hiszpański tenisista, trener
  - Carlos Queiroz, portugalski piłkarz, bramkarz, trener pochodzenia mozambickiego
  - M.K. Stalin, indyjski aktor, producent filmowy, polityk
  - Bartłomiej (Waszczuk), ukraiński biskup prawosławny (zm. 2021)
- 2 marca – Russ Feingold, amerykański polityk, senator ze stanu Wisconsin
- 3 marca:
  - Jean de Dieu Kamuhanda, rwandyjski polityk
  - Daniel Gluckstein, francuski polityk pochodzenia żydowskiego
  - Ľubomír Harach, słowacki inżynier, nauczyciel akademicki, polityk
  - Ralph Heskett, brytyjski duchowny katolicki, biskup Hallam
  - Robyn Hitchcock, brytyjski piosenkarz, gitarzysta
  - Sabah al-Chalid as-Sabah, kuwejcki polityk, premier Kuwejtu
  - Zico, brazylijski piłkarz, trener
- 4 marca:
  - Scott Hicks, australijski reżyser filmowy
  - Paweł Janas, polski piłkarz, trener
  - Chris Smith, amerykański polityk
  - Daniel Woodrell, amerykański pisarz
- 5 marca:
  - Katarina Frostenson, szwedzka poetka, pisarka
  - Brian Kerr, irlandzki trener piłkarski
  - Marek Antoni Nowicki, polski adwokat, dyplomata
  - Marcelo Piñeyro, argentyński reżyser, scenarzysta i producent filmowy
  - Jan Ruml, czeski polityk
  - Lorenzo Serra Ferrer, hiszpański piłkarz, trener
  - Harald Stenvaag, norweski strzelec sportowy
  - Ludwik Zięba, polski biathlonista
- 6 marca:
  - Madhav Kumar Nepal, nepalski polityk, premier Nepalu
  - Carolyn Porco, amerykańska planetolog
  - Barbara Sochaczewska, polska lekkoatletka, skoczkini w dal
- 7 marca – Anthony Carmona, trynidadzki prawnik, sędzia, prezydent Trynidadu i Tobago w latach 2013–2018
- 8 marca:
  - Angelos Anastasiadis, grecki piłkarz, trener
  - Czawdar Cwetkow, bułgarski piłkarz
  - Jim Rice, amerykański baseballista
  - Kathy Shower, amerykańska aktorka, modelka
  - Michael Wolfgramm, niemiecki wioślarz
  - Ewa Ziętek, polska aktorka
- 9 marca:
  - Alejandro Giammattei, gwatemalski polityk, prezydent Gwatemali
  - Kiyomi Katō, japońska siatkarka
  - Lauren Koslow, amerykańska aktorka
  - Jerzy Stachurski, polski kompozytor, poeta, dziennikarz, pedagog
- 10 marca:
  - Debbie Brill, kanadyjska lekkoatletka, skoczkini wzwyż
  - Borys (Dobrew), bułgarski biskup prawosławny
  - Åke Edwardson, szwedzki pisarz
  - Paul Haggis, kanadyjski reżyser, scenarzysta i producent filmowy
  - Anna Kołyszko, polska tłumaczka (zm. 2009)
  - Andreas Lawaty, niemiecki historyk, slawista
  - Waldemar Świć, polski szachista, trener
- 11 marca:
  - Ladislau Bölöni, rumuński piłkarz, trener pochodzenia węgierskiego
  - Ilona Richter, niemiecka wioślarka
  - Adam Zelga, polski duchowny katolicki, pisarz i publicysta
- 12 marca:
  - Néjib Ghommidh, tunezyjski piłkarz
  - Carl Hiaasen, amerykański dziennikarz, pisarz
  - Ryan Paris, włoski piosenkarz
  - José Luis Retana Gozalo, hiszpański duchowny katolicki, biskup Plasencji
- 13 marca:
  - Leopoldo Girelli, włoski duchowny katolicki, arcybiskup, nuncjusz apostolski
  - Jürgen Heuser, niemiecki sztangista
  - Umberto Panerai, włoski piłkarz wodny
- 14 marca:
  - Marian Buczek, polski duchowny katolicki, biskup charkowsko-zaporoski
  - Tommaso Montano, włoski szablista
- 15 marca:
  - Danuta Błażejczyk, polska piosenkarka
  - Kumba Ialá, gwinejski polityk, prezydent Gwinei Bissau (zm. 2014)
  - Stefan Król, polski rolnik i polityk, poseł na Sejm RP I kadencji (zm. 2018)
- 16 marca:
  - Vincent Coulibaly, gwinejski duchowny katolicki, arcybiskup Konakry
  - Mariano Crociata, włoski duchowny katolicki, biskup Latina-Terracina-Sezze-Priverno
  - Claus Peter Flor, niemiecki dyrygent
  - Isabelle Huppert, francuska aktorka
  - Richard Stallman, amerykański haker
- 17 marca:
  - Grzegorz Gauden, polski dziennikarz
  - Renata Jasińska-Nowak, polska aktorka, reżyserka teatralna (zm. 2019)
  - Zbigniew Krzyżanowski, polski trener siatkówki (zm. 2024)
- 18 marca:
  - Stanisław Bieleń, polski politolog
  - Zbigniew Hnatio, polski piłkarz (zm. 2014)
- 19 marca:
  - Jan Antochowski, polski polityk i samorządowiec, poseł na Sejm IV kadencji
  - Lenín Moreno, ekwadorski polityk, prezydent Ekwadoru
  - Hans Rinn, niemiecki saneczkarz
  - Billy Sheehan, amerykański gitarzysta, wokalista, kompozytor, członek zespołów: Niacin(inne języki), Mr. Big, Devil’s Slingshot(inne języki) i The Winery Dogs
- 20 marca:
  - Francis Chullikatt, indyjski duchowny katolicki, arcybiskup, nuncjusz apostolski
  - Henryk Dobosz, polski szachista
  - Natalja Gellert, kazachska polityk pochodzenia niemieckiego
  - Šenderis Giršovičius, litewski piłkarz, trener
  - Aleksandr Potiechin, rosyjski kierowca wyścigowy
  - Jurij Starodub, ukraiński matematyk, geofizyk
- 21 marca:
  - Tadeusz Biedzki, polski dziennikarz, pisarz, podróżnik, dyplomata
  - Emilio Correa, kubański bokser (zm. 2024)
  - Myron Cotta, amerykański duchowny katolicki pochodzenia portugalskiego, biskup Stockton
  - Andrzej Myc, polski naukowiec (zm. 2022)
- 22 marca:
  - Thomas Hiram Andrews, amerykański prawnik, polityk
  - Dagmar Havlová, czeska aktorka, była pierwsza dama
  - Anatolij Matwijenko, ukraiński polityk i inżynier, premier Krymu (zm. 2020)
  - Wojciech Perczak, polski polityk, wojewoda lubuski
  - Kenneth Rogoff, amerykański szachista, ekonomista pochodzenia żydowskiego
  - Władimir Trofimienko, rosyjski lekkoatleta, tyczkarz
- 23 marca:
  - Chaka Khan, amerykańska piosenkarka
  - Zbigniew Kulak, polski chirurg, polityk, senator RP dyplomata
  - Danuta Lejman, polska lekkoatletka, sprinterka
  - Ireneusz Niewiarowski, polski polityk, poseł na Sejm RP
  - Anna Nowak, polska naukowiec, muzykolog, profesor
  - Ivica Šurjak, chorwacki piłkarz
- 24 marca:
  - Louie Anderson, amerykański komik (zm. 2022)
  - Kazimiera Chlebowska, polska lekkoatletka, płotkarka
  - Otar Gabelia, gruziński piłkarz, bramkarz, trener
- 25 marca:
  - Christos Ardizoglu, grecki piłkarz
  - Wojciech Gawroński, polski kajakarz górski, trener, lekarz, nauczyciel akademicki
  - Vesna Pusić, chorwacka filozof, socjolog, nauczyciel akademicki, polityk
  - Zbigniew Trybek, polski fotoreporter (zm. 2006)
- 26 marca:
  - Lincoln Chafee, amerykański polityk, senator ze stanu Rhode Island
  - Nedełczo Kolew, bułgarski sztangista
  - Charis Papajeorjiu, grecki koszykarz
  - Tatjana Prowidochina, rosyjska lekkoatletka, biegaczka średniodystansowa
- 27 marca:
  - Gabriele Gatti, sanmaryński polityk
  - István Joós, węgierski kajakarz
  - Stanisława Kopiec, polska poetka (zm. 2012)
  - Henryka Krzywonos, polska działaczka opozycji antykomunistycznej, polityk, poseł na Sejm RP
  - Annemarie Moser-Pröll, austriacka narciarka alpejska
  - Jerzy Orzeł, polski polityk, przedsiębiorca, poseł na Sejm X kadencji, wojewoda tarnowski (zm. 2023)
  - Herman Ponsteen, holenderski kolarz szosowy i torowy
  - Edward Superlak, polski trener siatkarski
- 28 marca:
  - Heinz Engl, austriacki matematyk
  - Wacław Grabkowski, polski pisarz
  - Peter Mensch, amerykański menedżer muzyczny pochodzenia żydowskiego
  - Melchior Ndadaye, burundyjski polityk, prezydent Burundi (zm. 1993)
  - Alina Nowak, polska siatkarka
  - Nydia Velázquez, amerykańska polityk, kongreswoman
- 29 marca:
  - Georg Klein, niemiecki pisarz
  - Rudi Lochner, niemiecki bobsleista
  - Luc Tardif Sr., francuski hokeista
- 30 marca:
  - Phil Bates, brytyjski gitarzysta, wokalista, kompozytor
  - Mieczysław Kasprzak, polski ekonomista, polityk, poseł na Sejm RP
  - Nelo Vingada, portugalski trener piłkarski
- 31 marca:
  - Dave Bickler, amerykański wokalista, członek zespołu Survivor
  - Andrzej Fidyk, polski reżyser i scenarzysta filmów dokumentalnych
  - Łeonid Klimow, ukraiński przedsiębiorca, polityk, działacz sportowy
  - Andrzej Osipów, polski prawnik
  - Ryszard Seruga, polski kajakarz górski, przedsiębiorca, działacz sportowy
- 1 kwietnia:
  - Pavol Biroš, słowacki piłkarz (zm. 2020)
  - Oliver Ivanović, kosowski polityk (zm. 2018)
  - Jerzy Różycki, polski wokalista, gitarzysta
  - Barry Sonnenfeld, amerykański reżyser, operator i producent filmowy
  - Alberto Zaccheroni, włoski trener piłkarski
- 2 kwietnia:
  - Jim Allister, brytyjski polityk
  - Anna Janina Dąbrowska, polska uczona, profesor nauk filologicznych
  - Robert W. Finn, amerykański duchowny katolicki, biskup
  - Krzysztof Krauze, polski reżyser, scenarzysta i operator filmowy (zm. 2014)
  - Wojciech Machnicki, polski aktor
- 3 kwietnia:
  - Dietrich Kampf, niemiecki skoczek narciarski
  - Jerzy Szymik, polski duchowny katolicki, poeta
  - Stanisław Witaszczyk, polski samorządowiec, marszałek województwa łódzkiego
- 4 kwietnia:
  - Kvitka Cisyk, amerykańska piosenkarka pochodzenia ukraińskiego (zm. 1998)
  - Izabella Lipniewicz, polska mikrobiolożka i działaczka opozycyjna
  - Halina Molka, polska dziennikarka, polityk, posłanka na Sejm RP
  - Eilert Pilarm, szwedzki piosenkarz
  - Grzegorz Stasiak, polski aktor, artysta kabaretowy
- 5 kwietnia:
  - Keiko Han, japońska aktorka
  - Raleb Madżadele, izraelski polityk pochodzenia arabskiego
  - Jóanes Nielsen, farerski poeta, prozaik
  - Tae Jin-ah, południowokoreański piosenkarz
- 6 kwietnia:
  - Marc Berdoll, francuski piłkarz
  - Patrick Doyle, brytyjski kompozytor muzyki filmowej
  - Christopher Franke, niemiecki muzyk, kompozytor, członek zespołu Tangerine Dream
  - Romuald Gawlik, polski samorządowiec, wicemarszałek województwa lubuskiego
- 7 kwietnia:
  - Paweł Buczyński, polski kompozytor (zm. 2015)
  - Brigi Rafini, nigerski polityk, premier Nigru
  - Joshua Sinclair, amerykański aktor, reżyser, scenarzysta i producent filmowy
- 8 kwietnia:
  - Waldemar Fydrych, polski happener
  - Khaled Gasmi, tunezyjski piłkarz
  - Sławomira Łozińska, polska aktorka
  - Bogdan Pęk, polski polityk i zootechnik, poseł na Sejm RP, europoseł
  - Mirosław Słowiński, polski producent filmowy i pisarz
- 9 kwietnia:
  - Jochen Danneberg, niemiecki skoczek narciarski
  - Ragnar Kamp, szwedzki curler
  - Stephen Paddock, amerykański przedsiębiorca i masowy morderca (zm. 2017)
  - Dominique Perrault, francuski architekt
  - Wojciech Reszczyński, polski dziennikarz, publicysta
  - Jacek Tworkowski, polski polityk, poseł na Sejm RP
- 10 kwietnia:
  - Wałerij Duszkow, ukraiński piłkarz, trener
  - Zbigniew Grugel, polski leśnik, samorządowiec, polityk, poseł na Sejm RP (zm. 2015)
  - Kazimierz Wójcik, polski rolnik, związkowiec, polityk, poseł na Sejm RP
- 11 kwietnia:
  - Zdzisław Krasnodębski, polski socjolog, publicysta, poseł do Parlamentu Europejskiego
  - Guy Verhofstadt, belgijski polityk, premier Belgii
  - Andrew Wiles, brytyjski matematyk
  - Wiesław Zimowski, polski nauczyciel, samorządowiec, członek zarządu województwa małopolskiego, wójt gminy Pleśna (zm. 2022)
- 12 kwietnia:
  - Witold Czarnecki, polski polityk, poseł na Sejm RP
  - Andrzej Sarwa, polski pisarz, poeta, tłumacz, dziennikarz
  - Bernard Tchoullouyan, francuski judoka (zm. 2019)
  - Béla Várady, węgierski piłkarz (zm. 2014)
- 13 kwietnia:
  - Teresa Hałas, polska polityk
  - Brigitte Macron, francuska nauczycielka, pierwsza dama Francji
  - Abdoul Mbaye, senegalski ekonomista, polityk, premier Senegalu
  - Andrzej Ryszka, polski polityk
- 14 kwietnia:
  - David Buss, amerykański psycholog
  - Ioan Enciu, rumuński inżynier, samorządowiec, polityk, eurodeputowany
  - Francesco Fiori, włoski dziennikarz, samorządowiec, polityk, eurodeputowany
  - Eric Tsang, hongkoński aktor, reżyser i producent filmowy
- 15 kwietnia:
  - Paul Hwang Chul-soo, południowokoreański duchowny katolicki, biskup Pusan
  - Rodi Kratsa-Tsangaropulu, grecka polityk
  - Andrzej Pawlik, polski inżynier, polityk, senator RP
  - Sławomir Piwowar, polski muzyk (zm. 2015)
  - Wojciech Romanowski, polski dziennikarz
- 16 kwietnia:
  - Jeremy Burgess, australijski mechanik MotoGP
  - Peter Garrett, australijski muzyk, wokalista, członek zespołu Midnight Oil, polityk
  - Ałła Grinfeld, rosyjska i amerykańska szachistka
  - Krzysztof Krajewski, polski prawnik
- 17 kwietnia:
  - Maria Czubasiewicz, polska aktorka
  - Krzysztof Maciejewski, polski polityk, poseł na Sejm RP
  - Linda Martin, irlandzka piosenkarka, prezenterka telewizyjna
  - Leszek Pogan, polski polityk, samorządowiec, prezydent Opola i wojewoda opolski (zm. 2023)
- 18 kwietnia:
  - Bernt Johansson, szwedzki kolarz szosowy
  - Rick Moranis, amerykański aktor
- 19 kwietnia:
  - Abdelmajid Dolmy, marokański piłkarz (zm. 2017)
  - Ivan Luťansky, czeski aktor (zm. 1983)
  - Andrzej Pągowski, polski artysta, grafik, autor plakatów
  - Sara Simeoni, włoska lekkoatletka, skoczkini wzwyż
- 20 kwietnia:
  - Sebastian Faulks, brytyjski pisarz, dziennikarz
  - François Sauvadet, francuski polityk
  - Majda Širca, słoweńska dziennikarka, polityk
- 21 kwietnia:
  - Hubert Costa, polski polityk, samorządowiec, poseł na Sejm RP
  - Elżbieta Fijałkowska, polska alpinistka, taterniczka, instruktorka wspinaczkowa (zm. 2014)
  - Alena Hrycenka, białoruska urzędnik państwowa i dyplomata
  - Amos Masondo, południowoafrykański związkowiec, samorządowiec, polityk
  - Wojciech Waglewski, polski gitarzysta, wokalista, członek zespołu Voo Voo
- 22 kwietnia
  - Steve Bond, izraelski aktor, model
  - Oszkár Frey, węgierski kajakarz, kanadyjkarz
- 23 kwietnia:
  - Jerzy Filar, polski muzyk, wokalista, kompozytor, członek zespołu Nasza Basia Kochana
  - Aleksander Kalinowski, polski aktor
  - James Russo, amerykański aktor, scenarzysta filmowy i telewizyjny
  - Fred Upton, amerykański polityk, kongresman ze stanu Michigan
- 24 kwietnia:
  - Eric Bogosian, amerykański aktor, dramaturg, prozaik
  - Stanisław Huskowski, polski polityk, prezydent Wrocławia
  - Mirosław Styczeń, polski polityk, wojewoda bielski, poseł na Sejm III kadencji
- 25 kwietnia:
  - Ron Clements, amerykański reżyser
  - Józef Grzegorz Kurek, polski samorządowiec, burmistrz Mszczonowa (zm. 2025)
  - Pavol Žigo, słowacki językoznawca
- 26 kwietnia:
  - Walerij Bganba, abchaski polityk
  - Wiesław Gałązka, polski dziennikarz, publicysta
  - Diana Kacso, brazylijska pianistka (zm. 2022)
  - Ali Muhammad Mudżawar, jemeński polityk, premier Jemenu
- 27 kwietnia:
  - Zbigniew Babalski, polski inżynier, samorządowiec, polityk, poseł na Sejm RP, wojewoda warmińsko-mazurski
  - Ellen Baker, amerykańska geolog, astronautka
  - Arielle Dombasle, francuska aktorka, scenarzystka, reżyserka, piosenkarka, kompozytorka
  - Ridha El Louze, tunezyjski piłkarz
  - Pat Hennen, amerykański motocyklista wyścigowy (zm. 2024)
  - Hu Angang, chiński ekonomista, wykładowca akademicki
  - Béla Katzirz, węgierski piłkarz, bramkarz
  - Bertrand Marchand, francuski piłkarz, trener (zm. 2023)
  - Andrzej Niedojadło, polski historyk, pedagog
  - Bruce Robertson, kanadyjski pływak
- 28 kwietnia:
  - Kim Gordon, amerykańska basistka, wokalistka, członkini zespołu Sonic Youth
  - Jiří Holý, czeski literaturoznawca, krytyk, edytor
- 29 kwietnia:
  - Steele Bishop, australijski kolarz torowy i szosowy
  - Jan A.P. Kaczmarek, polski kompozytor muzyki filmowej (zm. 2024)
  - Marvano, belgijski rysownik i ilustrator komiksów
  - Zbigniew Zychowicz, polski polityk, samorządowiec, marszałek województwa zachodniopomorskiego, senator RP (zm. 2016)
- 30 kwietnia:
  - Guy Bono, francuski polityk, eurodeputowany pochodzenia tunezyjskiego
  - Tibor Klampár, węgierski tenisista stołowy
- 1 maja:
  - Mayumi Aoki, japońska pływaczka
  - Małgorzata Chmiel, polska architekt, samorządowiec, polityk, poseł na Sejm RP
  - Ewa Głowacka, polska tancerka baletowa, pedagog (zm. 2020)
  - Krystyna Lech, polska lekkoatletka, biegaczka średniodystansowa
  - Ed Perlmutter, amerykański polityk pochodzenia żydowskiego
  - Joanna Szczepkowska, polska aktorka, pisarka, felietonistka, pedagog
  - Tamás Szombathelyi, węgierski pięcioboista nowoczesny
  - Naoya Uchida, japoński aktor
- 2 maja:
  - Walerij Giergijew, rosyjski dyrygent
  - Lech Janerka, polski muzyk rockowy, basista, wokalista, kompozytor, autor tekstów
  - Piotr Mokrosiński, polski operator filmowy
  - Andrzej Reguła, polski polityk, samorządowiec, wicewojewoda podkarpacki, starosta dębicki
  - Jamaal Wilkes, amerykański koszykarz
- 3 maja:
  - Jurij Gawriłow, rosyjski piłkarz, trener
  - Hans Känel, szwajcarski kolarz szosowy i torowy
  - Czesława Lewandowska, polska twórczyni ludowa
  - Flor Núñez, wenezuelska aktorka
  - Monika Płatek, polska prawnik, wykładowczyni akademicka, feministka
  - Francesco Profumo, włoski inżynier, wykładowca akademicki, polityk
  - Marek Samselski, polski pisarz, felietonista, szaradzista
  - Stephen Warbeck, brytyjski kompozytor
- 4 maja:
  - Oleta Adams, amerykańska wokalistka jazzowa i soulowa
  - Nina Gopowa, rosyjska kajakarka
  - Grzegorz Marciniak, polski polityk, lekarz, poseł na Sejm II kadencji
  - Elke Rehder, niemiecka malarka, ilustratorka
  - Till Roenneberg, niemiecki biolog
- 5 maja – Dieter Zetsche, niemiecki inżynier, menedżer
- 6 maja:
  - Tony Blair, brytyjski polityk, premier Wielkiej Brytanii
  - Tiny Kox, holenderski polityk
  - Graeme Souness, szkocki piłkarz, trener
  - Tomasz Tomaszewski, polski fotografik
  - Aleksandr Zielin, rosyjski generał pułkownik
- 7 maja:
  - Waldemar Kita, polski przedsiębiorca, działacz piłkarski
  - Jan Okoński, polski samorządowiec, polityk, poseł na Sejm RP
- 8 maja:
  - Antonio Arcari, włoski duchowny katolicki, arcybiskup, nuncjusz apostolski
  - Fernando Gil, urugwajski duchowny katolicki, biskup Salto (zm. 2020)
  - Joachim Ntahondereye, burundyjski duchowny katolicki, biskup Muyinga
  - Stanisława Pietruszczak, polska łyżwiarka szybka
  - Alex Van Halen, amerykański perkusista pochodzenia holenderskiego, członek zespołu Van Halen
- 9 maja:
  - Pierre d’Ornellas, francuski duchowny katolicki, arcybiskup metropolita Rennes
  - John Edwards, brytyjski basista, członek zespołu Status Quo
  - Dennie Gordon, amerykański reżyser filmowy
  - Scott McInnis, amerykański polityk
  - Jerzy Szteliga, polski polityk, poseł na Sejm RP (zm. 2023)
- 10 maja:
  - Luis Argüello, hiszpański duchowny katolicki, biskup pomocniczy Valladolid
  - Elena Matous, włoska narciarka alpejska
- 11 maja:
  - Đorđe Balašević, serbski piosenkarz, muzyk, kompozytor, poeta, autor tekstów (zm. 2021)
  - Catherine Boursier, francuska prawnik, działaczka samorządowa, polityk, eurodeputowana
  - Giancarlo Flati, włoski malarz, pisarz
  - Anna Komorowska, polska pierwsza dama
  - Gordana Siłjanowska-Dawkowa, macedońska prawnik, polityk, prezydent Macedonii Północnej
  - Kiti Manver, hiszpańska aktorka
- 12 maja:
  - Kevin Grevey, amerykański koszykarz
  - Wojciech Ziemiański, polski aktor
- 13 maja:
  - Aleksander (Agrikow), rosyjski biskup prawosławny
  - Zlatko Burić, chorwacki aktor
  - Władysław Majewski, polski fizyk, dziennikarz, pionier Internetu w Polsce
  - Zyhmund Walawacz, białoruski pułkownik, naukowiec, polityk
- 14 maja:
  - Esko Lähtevänoja, fiński biegacz narciarski
  - Wim Mertens, belgijski kompozytor, pianista, gitarzysta, wokalista, muzykolog
  - Eddie Newman, brytyjski samorządowiec, związkowiec, polityk, eurodeputowany
  - Marek Rocki, polski ekonometryk, polityk, senator RP
  - Norodom Sihamoni, król Kambodży
  - Waldemar Szarek, polski operator i reżyser filmowy
- 15 maja:
  - George Brett, amerykański baseballista
  - Andrzej Kisielewicz, polski matematyk
  - Andrzej Kokowski, polski archeolog
  - Agnieszka Maciejowska, polska działaczka opozycyjna
  - Mike Oldfield, brytyjski muzyk, kompozytor, multiinstrumentalista
  - Necati Özçağlayan, turecki piłkarz
  - Franco Selvaggi, włoski piłkarz, trener
- 16 maja:
  - Pierce Brosnan, irlandzki aktor, producent filmowy
  - Danutė Budreikaitė, litewska ekonomistka, polityk
  - Martin Pado, słowacki inżynier, polityk
  - Richard Page, amerykański wokalista, basista, członek zespołu Mr. Mister
- 17 maja:
  - Marek Biliński, polski kompozytor i wykonawca muzyki elektronicznej
  - Ewa Kamińska-Eichler, polska kajakarka
  - Gérard Krawczyk, francuski reżyser i scenarzysta filmowy pochodzenia polskiego
  - Piotr Piętak, polski polityk, informatyk, publicysta (zm. 2018)
  - Yōko Shimada, japońska aktorka (zm. 2022)
  - Jerzy Stanuch, polski kajakarz górski, trener
  - Kasym-Żomart Tokajew, kazachski polityk, premier Kazachstanu
- 18 maja:
  - Krzysztof Kaczmarek, polski aktor, reżyser teatralny
  - Aloysius Maryadi Sutrisnaatmaka, indonezyjski duchowny katolicki, biskup Palangkaraya
- 19 maja
  - Alina Cała, polska historyk, feministka
  - Marian Gęsicki, polski lekkoatleta, sprinter i średniodystansowiec
  - Albert Pyun, amerykański reżyser i scenarzysta filmowy (zm. 2022)
- 20 maja:
  - Robert Doyle, australijski polityk, burmistrz Melbourne
  - Aleksander Hall, polski historyk, polityk, minister ds. współpracy z organizacjami politycznymi i stowarzyszeniami, poseł na Sejm RP
  - Michał Listkiewicz, polski sędzia i działacz piłkarski
  - Stanisław Skoczyński, polski perkusista, pedagog
- 21 maja:
  - Joanie Bartels, amerykańska aktorka, piosenkarka
  - Eduard Pieriewierziew, rosyjski lekkoatleta, płotkarz
- 22 maja:
  - Cha Bum-kun, południowokoreański piłkarz, trener
  - Bernd Eckstein, niemiecki skoczek narciarski
  - Paul Mariner, angielski piłkarz, trener (zm. 2021)
  - Cezary Piasecki, polski lekarz, polityk, poseł na Sejm RP
- 23 maja:
  - Enzo Trossero, argentyński piłkarz, trener
  - Antoni Tyrakowski, polski mechanik, polityk, poseł na Sejm RP
- 24 maja:
  - Alfred Molina, brytyjski aktor pochodzenia włosko-hiszpańskiego
  - Carlos Rivas, chilijski piłkarz
  - Jorvan Vieira, brazylijsko-portugalski piłkarz, trener
- 25 maja:
  - Eve Ensler, amerykańska dramatopisarka, feministka
  - László Foltán, węgierski kajakarz
  - Reiko Ike, japońska aktorka erotyczna
  - Francesco Moraglia, włoski duchowny katolicki, patriarcha Wenecji
  - Daniel Passarella, argentyński piłkarz, trener
  - Stan Sakai, amerykański autor komiksów pochodzenia japońskiego
- 26 maja:
  - Julia Pitera, polska polityk, poseł na Sejm RP, eurodeputowana
  - Michael Portillo, brytyjski dziennikarz, polityk
  - Jan Woźniak, polski samorządowiec, burmistrz Otmuchowa
- 27 maja:
  - Mitrofan (Badanin), rosyjski biskup prawosławny
  - Lena Johansson, szwedzka lekkoatletka, skoczkini w dal
  - Stanisław Ożóg, polski geodeta, samorządowiec, polityk, poseł na Sejm RP
- 28 maja:
  - Bogdan Kowalewski, polski basista, członek zespołu Maanam
  - Ján Orosch, słowacki duchowny katolicki, arcybiskup trnawski
- 29 maja:
  - Susan Rojcewicz, amerykańska koszykarka, trenerka
  - Karla DeVito, amerykańska aktorka, piosenkarka
  - Danny Elfman, amerykański muzyk, kompozytor, członek zespołu Oingo Boingo
  - Krzysztof Grabowski, polski producent i reżyser filmowy i telewizyjny
  - Agnieszka Mandat, polska aktorka
  - Witold Stefański, polski filolog (zm. 2013)
  - Hans Wallner, austriacki skoczek narciarski
- 30 maja:
  - Jim Hunter, kanadyjski narciarz alpejski
  - Colm Meaney, irlandzki aktor
  - Philippe Muyl, francuski reżyser, scenarzysta i producent filmowy
- 31 maja:
  - Anna Czech, polska polityk, samorządowiec, posłanka na Sejm RP
  - Andrzej Grabarczyk, polski aktor
  - Stuart Kennedy, szkocki piłkarz
  - Leonardo Lemos Montanet, hiszpański duchowny katolicki, biskup Ourense
  - Teodora Pikuła, polska rzeźbiarka, poetka
  - Stanisław Wawrykiewicz, polski pieśniarz, muzyk (zm. 2018)
- 1 czerwca:
  - David Berkowitz, amerykański seryjny morderca pochodzenia żydowskiego
  - Diana Canova, amerykańska aktorka
  - Leszek Dlouchy, polski działacz związkowy w PRL
  - Ryszard Handke, polski dyrygent, pedagog
  - Caspar Memering, niemiecki piłkarz
  - Dorota Stalińska, polska aktorka, działaczka samorządowa
  - Iwona Ziułkowska, polska producentka filmowa
- 2 czerwca:
  - Stanisław Baj, polski malarz
  - Cornel West, afroamerykański filozof, wykładowca i działacz społeczny.
- 3 czerwca:
  - Isaac Azcuy, kubański judoka
  - Martin Bartenstein, austriacki przedsiębiorca, polityk
  - Krzysztof Jaroszyński, polski satyryk, artysta kabaretowy, scenarzysta i reżyser telewizyjny
- 4 czerwca – Linda Lingle, amerykańska polityk
- 5 czerwca:
  - Roberto Francisco Ferrería Paz, brazylijski duchowny katolicki, biskup Campos
  - Kathleen Kennedy, amerykańska producentka filmowa
  - Alina Madej, polska filmoznawczyni (zm. 2019)
- 6 czerwca:
  - Dimitris Awramopulos, grecki polityk, samorządowiec, dyplomata, burmistrz Aten
  - Marek Czekalski, polski inżynier włókiennik, polityk, samorządowiec, prezydent Łodzi (zm. 2021)
  - Marco Foyot, francuski gracz i trener pétanque
  - Milan Hort, słowacki samorządowiec, polityk
  - Małgorzata Olkuska, polska rzeźbiarka, medalierka
  - Jerzy Rybicki, polski bokser, działacz sportowy
- 7 czerwca:
  - John Đỗ Văn Ngân, wietnamski duchowny katolicki, biskup pomocniczy Xuân Lộc
  - Daniele Franco, włoski ekonomista i urzędnik państwowy
  - Latha, indyjska aktorka, polityk
  - Jaromír Nohavica, czeski pieśniarz, kompozytor, poeta
  - Stanisław Radziszowski, polski profesor informatyki
  - Libuše Šafránková, czeska aktorka (zm. 2021)
- 8 czerwca:
  - Uri Caine, amerykański pianista jazzowy i klasyczny
  - Ken Calvert, amerykański polityk, kongresman ze stanu Kalifornia
  - Ludmiła Hraznowa, białoruska ekonomistka, wykładowczyni akademicka, polityk, obrończyni praw człowieka
  - Josef Jona, izraelski filozof, wykładowca akademicki, polityk
  - Jean Pinsello, francuski kolarz torowy i szosowy
  - Jeff Rich, brytyjski perkusista, członek zespołu Status Quo
  - Ivo Sanader, chorwacki polityk, premier Chorwacji
  - Józef Skutecki, polski przedsiębiorca, polityk, poseł na Sejm RP
  - Andrzej Wiśniewski, polski rolnik, samorządowiec, poseł na Sejm RP
- 9 czerwca:
  - Irena Lipowicz, polska prawnik, polityk, Rzecznik Praw Obywatelskich
  - Paweł Pawłow, bułgarski zapaśnik
- 10 czerwca – John Edwards, amerykański polityk, senator ze stanu Karolina Północna
- 11 czerwca:
  - Peter Bergman, amerykański aktor
  - Henryk Budzicz, polski kajakarz
  - Dennis Daugaard, amerykański polityk, gubernator stanu Dakota Południowa
  - Wiera Komisowa, rosyjska lekkoatletka, płotkarka
  - Jacek Graczyk, polski samorządowiec, burmistrz Ustki (zm. 2020)
  - Antoni Tarczyński, polski polityk, samorządowiec, poseł na Sejm RP, starosta powiatu mińskiego
- 12 czerwca:
  - Sharon Bowles, brytyjska polityk
  - Gary Farmer, kanadyjski aktor, reżyser, wydawca, kompozytor
  - Tess Gerritsen, amerykańska lekarka, pisarka
  - David Thornton, amerykański aktor
- 13 czerwca:
  - Tim Allen, amerykański aktor
  - Tony Chursky, kanadyjski piłkarz, bramkarz pochodzenia ukraińskiego
  - Georges Didi-Huberman, francuski filozof, historyk sztuki
  - Zdeněk Prokeš, czeski piłkarz (zm. 2024)
- 14 czerwca:
  - Jan Andrykiewicz, polski rolnik, polityk, poseł na Sejm RP
  - Cassiá, brazylijski piłkarz, trener
  - Puiu Hașotti, rumuński polityk
  - László Hazai, węgierski szachista, trener
  - Hanna Laslo, izraelska aktorka
  - Wolfgang Löwe, niemiecki siatkarz
- 15 czerwca:
  - Vilma Bardauskienė, litewska lekkoatletka, skoczkini w dal
  - Georges Colomb, francuski duchowny katolicki, biskup La Rochelle
  - Marek Hok, polski lekarz, polityk, poseł na Sejm RP
  - Slavoljub Muslin, serbski piłkarz, trener
  - Klaus Mysen, norweski zapaśnik
  - Xi Jinping, chiński polityk, przewodniczący ChRL, sekretarz generalny KPCh
  - Zdzisław Raczek, polski koszykarz (zm. 2016)
- 16 czerwca:
  - Witold Gadomski, polski dziennikarz, publicysta
  - Ko Yŏng Hŭi, partnerka Kim Dzong Ila, matka Kim Dzong Una, obecnego przywódcy Korei Północnej (zm. 2004)
  - Valerie Mahaffey, amerykańska aktorka (zm. 2025)
  - Ian Mosley, brytyjski perkusista, członek zespołu Marillion
  - Calogero Peri, włoski duchowny katolicki, biskup Caltagirone
- 17 czerwca:
  - Krikor-Okosdinos Coussa, syryjski duchowny ormiańskokatolicki, biskup Aleksandrii
  - Władysław Grzeszczak, polski nefrolog, wykładowca akademicki (zm. 2021)
  - Jerzy Ilkosz, polski historyk sztuki
  - Brigitte Koczelnik, niemiecka lekkoatletka, sprinterka i biegaczka średniodystansowa
  - Witold Wnuk, polski matematyk, wykładowca akademicki
- 18 czerwca:
  - Laurens Veldt, holenderski kolarz torowy
  - David Walkowiak, amerykański duchowny katolicki pochodzenia polskiego, biskup Grand Rapids
- 19 czerwca – Össur Skarphéðinsson, islandzki polityk
- 20 czerwca:
  - Robert Crais, amerykański autor powieści sensacyjno-kryminalnych
  - Janina Niżnik, polska lekkoatletka, miotaczka
- 21 czerwca:
  - Benazir Bhutto, pakistańska polityk, premier Pakistanu (zm. 2007)
  - Ludmiła Bortnowska, polska florecistka
  - Michael Bowen, amerykański aktor
  - Gábor Gergely, węgierski tenisista stołowy
  - Krzysztof Leszczyński, polski aktor
  - Mihály Patai, węgierski ekonomista
- 22 czerwca:
  - Willem Jacobus Eijk, holenderski duchowny katolicki, arcybiskup Utrechtu, prymas Holandii
  - Cyndi Lauper, amerykańska piosenkarka
  - Mai Lin, amerykańska aktorka pornograficzna
  - Neil Rogers, australijski pływak (zm. 2024)
- 23 czerwca:
  - Filbert Bayi, tanzański lekkoatleta, średnio- i długodystansowiec
  - Russell Mulcahy, australijski reżyser filmowy
  - Armen Sarkisjan, ormiański polityk, prezydent Armenii
- 24 czerwca:
  - Siergiej Chmielinin, rosyjski kolarz torowy i szosowy
  - Albert Emon, francuski piłkarz, trener
  - Ilse Kaschube, niemiecka kajakarka
  - William Moerner, amerykański chemik, laureat Nagrody Nobla
  - Eleni Teocharus, cypryjska lekarka, polityk, eurodeputowana
- 26 czerwca:
  - Kevin Doran, irlandzki duchowny katolicki, biskup Elphin
  - Danuta Góralska-Nowak, polska poetka i pisarka
  - Piotr Miszczuk, polski samorządowiec, polityk, poseł na Sejm RP (zm. 2006)
  - Daniel Senet, francuski sztangista
  - Alicja Zając, polska działaczka samorządowa, polityk, senator RP
- 27 czerwca:
  - Carie Graves, amerykańska wioślarka (zm. 2021)
  - Andrzej Jaeschke, polski politolog, polityk, senator RP
  - Sabine Jahn, niemiecka wioślarka
  - Marek Koczwara, polski menedżer, polityk, poseł na Sejm RP
  - Wolfgang Schäffer, niemiecki kolarz torowy
  - Włodzimierz Zatorski, polski mnich benedyktyński (zm. 2020)
- 28 czerwca:
  - Annelie Grund, niemiecka malarka, witrażystka, wokalistka
  - Barbara Nowak, polska działaczka samorządowa, burmistrz Połczyna-Zdroju
  - Pavel Posád, czeski duchowny katolicki, biskup litomierzycki, biskup pomocniczy czeskobudziejowicki
  - Eckart Ratz, austriacki prawnik, sędzia, prezes Sądu Najwyższego, polityk
  - Gernot Rohr, niemiecki piłkarz, trener
  - Tadeusz Zysk, polski wydawca
- 29 czerwca:
  - Rita Bottiglieri, włoska lekkoatletka, sprinterka i wieloboistka
  - Colin Hay, szkocko-australijski aktor, muzyk, założyciel i wokalista zespołu Men at Work
  - Krzysztof Masłoń, polski dziennikarz, publicysta, krytyk literacki
  - Krzysztof (Pulec), czeski duchowny prawosławny, metropolita ziem czeskich i Słowacji
- 30 czerwca:
  - Adriana Hölszky, niemiecka kompozytorka
  - Lucyna Kałużna-Bek, polska koszykarka
  - Piotr Kusiewicz, polski śpiewak operowy (tenor), pedagog
  - Hal Lindes, amerykański gitarzysta, kompozytor
- 1 lipca:
  - Lawrence Gonzi, maltański polityk, premier Malty
  - David Gulpilil, australijski aktor, tancerz pochodzenia aborygeńskiego (zm. 2021)
  - Jadranka Kosor, chorwacka dziennikarka, polityk, premier Chorwacji
  - Jerzy Synowiec, polski prawnik
- 2 lipca:
  - Mark Hart, amerykański muzyk, członek zespołu Crowded House
  - Zbigniew Janas, polski działacz opozycji antykomunistycznej, polityk, poseł na Sejm RP
  - Giuseppe Piccioni, włoski reżyser i scenarzysta filmowy
  - Ireneusz (Pop), rumuński biskup prawosławny
  - Luís Queiró, portugalski prawnik, polityk
  - Petro Słobodian, ukraiński piłkarz, trener
- 3 lipca:
  - Precioso Cantillas, filipiński duchowny katolicki, biskup Maasin
  - Ryszard Dźwiniel, polski samorządowiec, burmistrz Bielawy
  - Krzysztof Gedroyć, polski pisarz (zm. 2020)
  - Dave Lewis, kanadyjski hokeista, trener
  - Carlo Wagner, luksemburski ekonomista, samorządowiec, polityk (zm. 2021)
- 4 lipca:
  - Francis Maude, brytyjski polityk
  - Gérard Monnier-Besombes, francuski biolog, polityk, eurodeputowany
- 5 lipca:
  - Kenny Brown, amerykański gitarzysta bluesowy
  - Czesław Czapliński, polsko-amerykański artysta fotograf
  - Grith Ejstrup, duńska lekkoatletka, skoczkini wzwyż
  - Andrzej Matyja, polski lekarz
- 6 lipca:
  - Reneta Indżowa, bułgarska ekonomistka, polityk, premier Bułgarii
  - Teresa Nesteruk, polska zoolog (zm. 2019)
  - Władysław Palmowski, polski duchowny katolicki
  - Štefan Sečka, słowacki duchowny katolicki, biskup spiski (zm. 2020)
- 7 lipca:
  - Judy Chu, amerykańska polityk, kongreswoman ze stanu Kalifornia
  - Per Oscar Gustav Dahlberg, szwedzki grafik
  - Akiko Ebi, japońska pianistka
  - Witold Klepacz, polski inżynier, samorządowiec, polityk, poseł na Sejm RP
  - Gottfried Vollmer, niemiecki aktor
- 8 lipca:
  - Roma Buharowska, polska piosenkarka, aktorka
  - Ferenc Kocsis, węgierski zapaśnik
- 9 lipca:
  - Scott Autrey, amerykański żużlowiec
  - Michał Figlus, polski polityk, przedsiębiorca, poseł na Sejm RP
  - Lennart Larsson, szwedzki piłkarz
  - Wanda Łyżwińska, polska polityk, ekonomista, posłanka na Sejm RP
- 10 lipca:
  - Françoise Bettencourt Meyers, francuska bizneswoman, miliarderka
  - Magda Gessler, polska malarka, restauratorka, osobowość telewizyjna
  - Peter Gschnitzer, włoski saneczkarz
  - Marcella Liburd, gubernatorka generalna Saint Kitts i Nevis
  - Zdzisław Ryszard Mac, polski dziennikarz (zm. 2021)
  - Lech Mrożek, polski artysta plastyk (zm. 2020)
- 11 lipca:
  - Danuta Darmstetter, polska piłkarka ręczna, bramkarka
  - Leon Spinks, amerykański bokser (zm. 2021)
  - Mindy Sterling, amerykańska aktorka
  - Janusz Zieliński, polski technolog chemii
- 13 lipca:
  - Gil Birmingham, amerykański aktor
  - Zoltán Kereki, węgierski piłkarz
  - Vairamuthu, indyjski poeta, autor tekstów piosenek
  - Włodzimierz Wałęza, polski dendrolog, wykładowca akademicki
- 14 lipca:
  - Wiesław Ciesielski, polski polityk, poseł na Sejm RP
  - Roland Jahn, niemiecki dziennikarz, opozycjonista w czasach NRD
  - Andrzej Machnik, polski taternik, himalaista
  - Katsuya Okada, japoński polityk
- 15 lipca:
  - Jean-Bertrand Aristide, haitański polityk, prezydent Haiti
  - Maciej Dejczer, polski reżyser i scenarzysta filmowy
  - Michaël Dudok de Wit, holenderski reżyser i scenarzysta filmów animowanych
  - Thomas Højrup, duński etnolog
- 16 lipca:
  - Mirko Bernardi, włoski kolarz torowy
  - Franciszek Kukla, polski hokeista, bramkarz
  - Zsuzsanna Németh, węgierska ekonomistka, bankowiec, polityk
- 17 lipca – Dawid (Perović), serbski biskup prawosławny
- 18 lipca:
  - Małgorzata Obłoza, polska kostiumograf
  - Marcin Olejnik, polski logik, franciszkanin (zm. 2016)
  - Sergiusz Sterna-Wachowiak, polski pisarz
  - Trendafił Stojczew, bułgarski sztangista
  - Aleksandra Wasilewska-Tietz, polska działaczka i urzędniczka państwowa
  - Andrzej Wróbel, polski prawnik
- 19 lipca:
  - Jacek Czyż, polski aktor (zm. 2020)
  - John Murphy, amerykański pływak
  - Silvio Pozzoli, włoski piosenkarz
  - Pasquale Valentini, sanmaryński polityk
- 20 lipca:
  - Dave Evans, pierwszy wokalista australijskiego rockowego zespołu AC/DC
  - Thomas Friedman, amerykański dziennikarz, publicysta pochodzenia żydowskiego
  - Lee Garlington, amerykańska aktorka
  - Vlastimil Petržela, czeski piłkarz, trener
  - Helena Pietraszkiewicz, polska polityk, samorządowiec, wojewoda łódzki (zm. 2021)
- 21 lipca:
  - Momir Petković, serbski zapaśnik
  - Tineke Fopma, holenderska kolarka szosowa i torowa
- 22 lipca:
  - Juan José Chaparro, argentyński duchowny katolicki, biskup San Carlos de Bariloche
  - Valentim Fagundes de Meneses, portugalski duchowny katolicki, biskup diecezjalny Balsas
  - René Vandereycken, belgijski piłkarz, trener
- 23 lipca:
  - Nikołaj Bażukow, rosyjski biegacz narciarski
  - Ana Botella, hiszpańska polityk, alkad Madrytu
  - Kamil Sipowicz, polski filozof, dziennikarz, poeta, rzeźbiarz, malarz
- 24 lipca:
  - Ute Berg, niemiecka polityk
  - Claire McCaskill, amerykańska polityk, senator ze stanu Missouri
  - Ivo Scapolo, włoski duchowny katolicki, arcybiskup
- 25 lipca:
  - Krzysztof Bednarski, polsko-włoski rzeźbiarz, grafik
  - Barbara Haworth-Attard, kanadyjska autorka książek dla dzieci i młodzieży
  - Ariël Jacobs, belgijski piłkarz, trener
  - Pekka Rautakallio, fiński piłkarz, trener
  - Robert Zoellick, amerykański polityk, prezes Banku Światowego
- 26 lipca:
  - Felix Magath, niemiecki piłkarz, trener
  - Anna Pajdzińska, polska językoznawczyni, profesor nauk humanistycznych
  - Andrzej Pawłowski, polski psycholog, reżyser teatralny
- 27 lipca:
  - Anna Antkiewicz, polska geolog, taterniczka, grotołazka (zm. 2004)
  - Gus Gerard, amerykański koszykarz
  - Bożenna Hołownia, polska geografka, polityk, posłanka na Sejm RP
  - Pedro López Quintana, hiszpański duchowny katolicki, arcybiskup, dyplomata watykański
- 28 lipca:
  - Barbara Jaźwicka, polska lekkoatletka, wieloboistka
  - Krzysztof Rączka, polski prawnik
- 29 lipca:
  - Geddy Lee, kanadyjski wokalista, basista
  - Teresa Orlowski, niemiecka aktorka pornograficzna
  - Patti Scialfa, amerykańska wokalistka, autorka tekstów, gitarzystka
- 30 lipca:
  - Aleksandr Bałandin, rosyjski inżynier, kosmonauta
  - Ehud Racabi, izraelski polityk
- 31 lipca:
  - James Read, amerykański aktor
  - Jonas Šimėnas, litewski polityk, geolog, poseł na Sejm (zm. 2023)
  - Jerzy Zoń, polski aktor, reżyser teatralny
- 1 sierpnia:
  - Robert Cray, amerykański wokalista, gitarzysta
  - Marc-Philippe Daubresse, francuski polityk
  - Bogdan Diklić, serbski aktor
  - Czesław Gniecki, polski franciszkanin, teolog
  - Wiesław Godzic, polski filmoznawca
  - Elida Janushi, albańska aktorka
  - Jerzy Suchanek, polski prozaik, poeta (zm. 2018)
- 2 sierpnia:
  - Lianne Halfon, amerykańska producentka filmowa
  - Ewa Kuty, polska lekkoatletka, biegaczka średniodystansowa
  - Peter-Michael Kolbe, niemiecki wioślarz (zm. 2023)
  - Ludmiła Żylińska, polska biochemik, profesor
- 3 sierpnia:
  - Mauro Fernandes, brazylijski piłkarz, trener
  - Jacek Kluczkowski, polski dziennikarz, urzędnik państwowy, dyplomata
  - Grzegorz Rydlewski, polski politolog, polityk
  - Małgorzata Stryjska, polska polityk, lekarka, posłanka na Sejm RP
  - Eberhard Weise, niemiecki bobsleista
- 4 sierpnia:
  - Andrzej Jagodziński, polski pianista jazzowy
  - Antonio Tajani, włoski polityk
- 5 sierpnia:
  - Felice Casson, włoski prawnik, sędzia śledczy, polityk
  - Michael F. Doyle, amerykański polityk, kongresman ze stanu Pensylwania
  - Wincenty Kawa, polski hokeista, trener
  - Samantha Sang, australijska piosenkarka
- 6 sierpnia:
  - Anatolij Bykow, rosyjski zapaśnik
  - Stella Maessen, holenderska piosenkarka
  - Jerzy Mazur, polski duchowny katolicki, biskup ełcki
- 7 sierpnia:
  - Guy de Kérimel, francuski duchowny katolicki, biskup Grenoble-Vienne
  - Andrzej Pawlukiewicz, polski pianista, kompozytor
  - Jürg Tanner, szwajcarski curler
- 8 sierpnia:
  - Lloyd Austin, amerykański dowódca wojskowy
  - Rolf Beilschmidt, niemiecki lekkoatleta, skoczek wzwyż
  - Iwona Domaszewicz, polska aktorka
  - Nigel Mansell, brytyjski kierowca wyścigowy Formuły 1
  - Don Most, amerykański aktor
  - Iskra Welinowa, bułgarska wioślarka
- 9 sierpnia:
  - Gjon Delhusa, węgierski piosenkarz pochodzenia albańskiego
  - Kay Stenshjemmet, norweski łyżwiarz szybki
  - Andrzej Sztorc, polski rolnik, samorządowiec, poseł na Sejm RP
- 10 sierpnia – Jerzy Wordliczek, polski anestezjolog, profesor nauk medycznych
- 11 sierpnia:
  - Hulk Hogan, amerykański zapaśnik, aktor (zm. 2025)
  - José Rodríguez Carballo, hiszpański duchowny katolicki, arcybiskup
- 12 sierpnia – Carlos Mesa Gisbert, boliwijski dziennikarz, polityk, prezydent Boliwii
- 13 sierpnia:
  - Carla Bodendorf, niemiecka lekkoatletka, sprinterka
  - Kristalina Georgiewa, bułgarska ekonomistka
  - Bogdan Łoszewski, polski dziennikarz, reżyser filmów dokumentalnych
- 14 sierpnia – Stanisław Rosiek, polski pisarz, historyk literatury
- 15 sierpnia:
  - Brendan Croker, brytyjski muzyk bluesowy (zm. 2023)
  - Wolfgang Hohlbein, niemiecki pisarz
  - Amy Holland, amerykańska piosenkarka
- 16 sierpnia:
  - Stuart Baxter, angielski piłkarz, trener
  - Vincent Curatola, amerykański aktor, pisarz
  - David Spiegelhalter, brytyjski statystyk
  - Ana Urkijo Elorriaga, baskijska prawniczka, prezes hiszpańskiego klubu piłkarskiego Athletic Bilbao
- 17 sierpnia:
  - Dragan Kićanović, serbski koszykarz
  - Herta Müller, niemiecka pisarka, laureatka Nagrody Nobla
  - Małgorzata Potocka, polska aktorka, reżyserka i producentka filmowa
  - Jan Sochoń, polski poeta, krytyk literacki, teolog i filozof
  - Robert Thirsk, kanadyjski astronauta
- 18 sierpnia:
  - Sergio Castellitto, włoski aktor, reżyser
  - Louie Gohmert, amerykański polityk, kongresman ze stanu Teksas
  - Maciej Januszko, polski muzyk, wokalista, członek zespołu Mech
  - Ma Jian, chiński pisarz
  - Dobrosława Miodowicz-Wolf, polska alpinistka, himalaistka (zm. 1986)
- 19 sierpnia:
  - Zbigniew Kowalewski, polski reżyser filmowy
  - Bohdan Maruszewski, polski kardiochirurg dziecięcy
  - Nanni Moretti, włoski reżyser filmowy
  - Irena Piłatowska-Mądry, polska dziennikarka radiowa, reportażystka
  - Kevin Rowland, brytyjski piosenkarz lider zespołu Dexys Midnight Runners
- 20 sierpnia:
  - Andrzej Bocheński, polski polityk, samorządowiec, marszałek lubuskiego
  - Kazimierz Gurda, polski duchowny katolicki, biskup pomocniczy kielecki, biskup siedlecki
  - Peter Horton, amerykański aktor, reżyser filmowy
- 21 sierpnia – Piotr Czyżewski, polski polityk, minister skarbu państwa
- 22 sierpnia:
  - Jean-Louis Bernié, francuski polityk, eurodeputowany
  - Konstanty Gebert, polski dziennikarz, publicysta, tłumacz pochodzenia żydowskiego
  - Andrzej Garlej, polski piłkarz
  - Andrzej Posłuszny, polski samorządowiec, rolnik i przedsiębiorca
- 23 sierpnia:
  - Ryszard Bartosz, polski rolnik, polityk, poseł na Sejm RP
  - Salih Bora, irański zapaśnik
  - Adam Mazurek, polski kontradmirał
  - Artūras Paulauskas, litewski prawnik, polityk
  - Frank Runyeon, amerykański aktor
  - Randy Williams, amerykański lekkoatleta, skoczek w dal
- 24 sierpnia:
  - Jerzy Chróścikowski, polski polityk, senator
  - Elfi Zinn, niemiecka lekkoatletka, biegaczka średniodystansowa
- 25 sierpnia:
  - Uładzimir Arłou, białoruski poeta, historyk
  - Stefan Kawalec, polski ekonomista, polityk
  - Maurizio Malvestiti, włoski duchowny katolicki, biskup Lodi
  - Bożentyna Pałka-Koruba, polska socjolog, wojewoda świętokrzyski
  - Hans Christian Schmidt, duński polityk
  - Teburoro Tito, kiribatyjski polityk, prezydent Kiribati
- 26 sierpnia:
  - Jochen Babock, niemiecki bobsleista
  - David Hurley, australijski generał, gubernator generalny Australii
  - Bogdan Gajda, polski bokser
  - Jan Konefał, polski historyk
- 27 sierpnia:
  - Hieronim Barczak, polski piłkarz
  - Alex Lifeson, kanadyjski gitarzysta, członek zespołu Rush
  - Peter Stormare, szwedzki aktor
- 28 sierpnia:
  - Teresa Almeida Garrett, portugslska poltyk, eurodeputowana
  - Lubomír Franc, czeski samorządowiec, polityk
  - Tõnu Kaljuste, estoński dyrygent chóralny
  - Kari Ylianttila, fiński skoczek narciarski, trener
- 29 sierpnia:
  - David Boaz, amerykański komentator polityczny i ekonomiczny, publicysta, pisarz (zm. 2024)
  - Augustine Tochukwu Ukwuoma, nigeryjski duchowny katolicki, biskup Orlu
  - Duszana Zdrawkowa, bułgarska prawnik, polityk
- 30 sierpnia:
  - Lech Majewski, polski pisarz, malarz, reżyser filmowy
  - Rudi Schuberth, polski piosenkarz, kompozytor, autor tekstów
- 31 sierpnia:
  - Wojciech Banach, polski inżynier, poeta, kolekcjoner (zm. 2022)
  - Dave Weldon, amerykański polityk
  - Pawieł Winogradow, rosyjski inżynier, kosmonauta
- 1 września:
  - Bolesław Gzik, polski samorządowiec, wicewojewoda lubelski
  - Andres Mustonen, estoński dyrygent i skrzypek.
  - Witold Paszt, polski muzyk, wokalista, członek zespołu Vox (zm. 2022)
  - Hans Wassermann, niemiecki żużlowiec
- 2 września:
  - Gordon Kennett, brytyjski żużlowiec (zm. 2023)
  - Stefan Leletko, polski sztangista (zm. 2012)
  - Lech Maligranda, polski matematyk
  - John Zorn, amerykański kompozytor, multiinstrumentalista
- 3 września:
  - Ołeksandr Iszczenko, ukraiński piłkarz, trener
  - Jean-Pierre Jeunet, francuski reżyser, scenarzysta i producent filmowy
  - Mokhtar Naili, tunezyjski piłkarz, bramkarz
  - Paweł Soroka, polski politolog, dziennikarz, poeta
- 4 września:
  - Carlos Azevedo, portugalski duchowny katolicki, biskup pomocniczy patriarchatu Lizbony, delegat Papieskiej Rady ds. Kultury
  - Adrien Sibomana, burundyjski polityk, premier Burundi
  - Michael Stean, brytyjski szachista
  - Fatih Terim, turecki piłkarz, trener
- 5 września:
  - Tomasz Garliński, polski koszykarz
  - Eiki Nestor, estoński polityk
  - Herbert Steffny, niemiecki lekkoatleta, maratończyk
- 6 września:
  - Gianbattista Baronchelli, włoski kolarz szosowy
  - Ljiljana Habjanović Đurović, serbska pisarka
  - Stawros Papadopulos, cypryjski piłkarz, trener
- 7 września:
  - Ryszard Matusiak, polski działacz związkowy, polityk, poseł na Sejm RP
  - Zdzisław Rychter, polski aktor
- 8 września:
  - Juozas Bernatonis, litewski polityk, dyplomata
  - Anna Bukis, polska lekkoatletka, biegaczka średniodystansowa
  - Paweł Moczydłowski, polski pułkownik Służby Więziennej, urzędnik państwowy, socjolog, kryminolog, publicysta
- 9 września:
  - Ryszard Jedliński, polski piłkarz ręczny, trener (zm. 2023)
  - Raoul Peck, haitański reżyser, scenarzysta i producent filmowy
  - Aliszer Usmanow, rosyjski miliarder urodzony w Uzbekistanie
- 10 września:
  - Pat Cadigan, amerykańska pisarka science fiction
  - Amy Irving, amerykańska aktorka
- 11 września:
  - Alicja Bykowska-Salczyńska, polska poetka, pisarka, autorka słuchowisk radiowych
  - Rodolfo Dubó, chilijski piłkarz
  - Danuta Kuś-Załęska, polska piłkarka ręczna
- 12 września:
  - Ełła Pamfiłowa, rosyjska inżynier, polityk
  - Elżbieta Nowicka, polska historyk literatury
  - Ramesh Patel, nowozelandzki hokeista na trawie pochodzenia indyjskiego
  - Jan Pluta, polski muzyk, perkusista grupy Kombi (zm. 2013)
  - John Williams, amerykański łucznik
- 13 września:
  - Valdete Antoni, albańska poetka, dziennikarka
  - Waldemar Chyliński, polski poeta, bard, autor tekstów piosenek
- 14 września:
  - François Alfonsi, francuski matematyk, polityk
  - Jan Leitner, czeski lekkoatleta, skoczek w dal
  - Ján Slota, słowacki polityk
  - Robert Wisdom, amerykański aktor
- 15 września:
  - Maria Margarita Moran, Miss Universe w 1973 roku
  - Katsumi Sasaki, japoński szachista
  - Waldemar Świrgoń, polski działacz partyjny, dziennikarz (zm. 2008)
- 16 września:
  - Kurt Fuller, amerykański aktor
  - Nancy Huston, kanadyjska pisarka
  - Manuel Pellegrini, chilijski trener piłkarski
- 17 września:
  - Luís Amado, portugalski ekonomista, polityk
  - Junior Bridgeman, amerykański koszykarz (zm. 2025)
  - Nikolaos Chundis, grecki polityk
  - Bernd Dürnberger, niemiecki piłkarz
  - Marek Jagodziński, polski archeolog
  - Eleuteriusz (Kozoriez), rosyjski biskup prawosławny (zm. 2021)
  - Sergiusz Kowalski, polski socjolog pochodzenia żydowskiego
  - Jan Möller, szwedzki piłkarz, bramkarz
  - Mirjana Ognjenović, chorwacka piłkarka ręczna
  - Francisco Padilla, filipiński duchowny katolicki, arcybiskup, nuncjusz apostolski
  - Gene Taylor, amerykański polityk
  - Steve Williams, brytyjski perkusista, członek zespołu Budgie
- 18 września:
  - Jerzy Jankowski, polski polityk, działacz spółdzielczy, poseł na Sejm RP
  - Aleksander Lwow, polski alpinista, himalaista
  - Toyohito Mochizuki, japoński piłkarz
- 19 września:
  - Grzegorz Błaszczyk, polski historyk
  - Dina Rubina, rosyjsko-izraelska pisarka
  - Michael Shine, amerykański lekkoatleta, płotkarz
  - Grażyna Szapołowska, polska aktorka
  - Waldemar Śmigasiewicz, polski reżyser filmowy i teatralny
- 20 września:
  - André Delcroix, belgijski kolarz szosowy
  - Douglas Fry, amerykański antropolog społeczny, wykładowca akademicki
  - Józef Młynarczyk, polski piłkarz, bramkarz
- 21 września:
  - Wojciech Gogolewski, polski pianista, saksofonista, kompozytor
  - Reinhard Marx, niemiecki duchowny katolicki, arcybiskup Monachium i Freising, kardynał
  - Krzysztof Węgrzyn, polski skrzypek
  - Maciej Żylicz, polski biochemik i biolog molekularny, profesor
- 22 września:
  - Richard Fairbrass(inne języki) brytyjski piosenkarz, lider grupy Right Said Fred
  - Ségolène Royal, francuska polityk
  - Tomasz Szczypiński, polski polityk, matematyk, poseł na Sejm RP
  - Tomasz Wójtowicz, polski siatkarz (zm. 2022)
- 23 września:
  - Grzegorz Markowski, polski muzyk, wokalista zespołu Perfect
  - Mirosława Nykiel, polska polityk, menedżer, posłanka na Sejm RP
  - Janusz Szewczak, polski ekonomista, poseł na Sejm RP
  - Jan Szymański, polski polityk, poseł na Sejm RP
- 24 września:
  - Janusz Górski, polski grafik
  - Krzysztof Karewicz, polski malarz, rzeźbiarz
  - Zbigniew Moskal, polski aktor
  - Pavel Šámal, czeski prawnik, sędzia, prezes Sądu Najwyższego
- 25 września:
  - Rodolphe Alexandre, polityk z Gujany Francuskiej
  - Roman Kuźniar, polski politolog, profesor nauk humanistycznych
  - Gregory Meeks, amerykański polityk, kongresman
  - Zoran Pančić, serbski wioślarz
- 26 września:
  - Adam Daraż, polski polityk, senator RP (zm. 2008)
  - Krzysztof Michałkiewicz, polski polityk
  - Vincentius Sutikno Wisaksono, indonezyjski duchowny katolicki, biskup Surabaya (zm. 2023)
- 27 września:
  - Mata Amritanandamayi, indyjska guru, filantropka
  - Wacław Depo, polski duchowny katolicki, biskup zamojsko-lubaczowski, arcybiskup metropolita częstochowski
  - Claudio Gentile, włoski piłkarz, trener
  - Andrzej Klarkowski, polski urzędnik państwowy
  - Mykoła Riabczuk, ukraiński poeta, eseista, krytyk literacki, publicysta
  - Robbie Shakespeare, jamajski basista, producent muzyczny (zm. 2021)
- 28 września:
  - Otmar Hasler, liechtenszteiński polityk, premier Liechtensteinu
  - Piotr Kokociński, polski pisarz, scenarzysta filmowy
  - Stanisław Misztal, polski lekarz, samorządowiec, polityk, eurodeputowany
- 29 września:
  - Marek Balicki, polski lekarz psychiatra, polityk, minister zdrowia, poseł na Sejm i senator RP
  - Ante Čačić, chorwacki trener piłkarski
  - Paweł Dłużewski, polski artysta kabaretowy
  - Drake Hogestyn, amerykański baseballista, aktor (zm. 2024)
  - Jerzy Kłosiński, polski dziennikarz
  - Daniel Mizonzo, kongijski duchowny katolicki, biskup Nkayi
  - Michał Okła, polski lekarz, samorządowiec, polityk, senator RP (zm. 2016)
  - Elżbieta Wojnarowska, polska pisarka, poetka, pieśniarka, scenarzystka teatralna i filmowa
- 30 września:
  - Matt Abts, amerykański perkusista, członek zespołu Gov’t Mule
  - Deborah Allen, amerykańska aktorka, piosenkarka
  - S.M. Stirling, amerykański pisarz science fiction i fantasy
  - Eva-Maria Wernicke, niemiecka saneczkarka
  - Dayton Leroy Rogers(inne języki), amerykański seryjny morderca
- 1 października:
  - Krystyna Danilecka-Wojewódzka, polska nauczycielka, samorządowiec, prezydent Słupska
  - Małgorzata Sawicka, polska brydżystka
  - Klaus Wowereit, niemiecki prawnik
- 2 października:
  - Jim Cannon, szkocki piłkarz
  - Ernest Bai Koroma, sierraleoński polityk, prezydent Sierra Leone
- 3 października:
  - Karen Bass, amerykańska polityk, kongreswoman ze stanu Kalifornia
  - Wit Karol Wojtowicz, polski historyk sztuki i muzealnik
  - Gejza Valent, czeski lekkoatleta (zm. 2024)
- 4 października:
  - Walter Baumgartner, szwajcarski kolarz torowy i szosowy (zm. 2024)
  - Jerzy Jasieńko, polski inżynier budownictwa
  - Sebastian Jasiński, polski duchowny katolicki, franciszkanin, biblista
  - Tchéky Karyo, francuski aktor pochodzenia tureckiego
  - Andreas Vollenweider, szwajcarski muzyk, kompozytor, multiinstrumentalista
  - Franciszek Wołowicz, polski polityk, samorządowiec, poseł na Sejm RP
- 5 października – Bożena Baranowska, polska aktorka, reżyserka
- 6 października:
  - Karol Chmel, słowacki poeta, tłumacz
  - Jerzy Owsiak, polski dziennikarz radiowy i telewizyjny, showman, działacz charytatywny i społeczny
  - Bheeman Raghu, indyjski aktor
- 7 października – Tico Torres, amerykański perkusista, członek zespołu Bon Jovi
- 8 października – Andrzej Grajewski, polski politolog
- 9 października:
  - Jerome Anderson, amerykański koszykarz (zm. 2009)
  - Sophie Calle, francuska artystka
  - René N’Djeya, kameruński piłkarz
  - Janusz Opryński, polski reżyser teatralny, menedżer kultury, autor adaptacji
  - Hank Pfister, amerykański tenisista
  - Helmut Roleder, niemiecki piłkarz
  - Tony Shalhoub, amerykański aktor
  - Lidia Zielińska, polska kompozytorka, skrzypaczka i wykładowca
- 10 października:
  - Albert Rust, francuski piłkarz, bramkarz, trener
  - Piotr Ferster, polski artysta i manager kultury
  - Midge Ure, szkocki wokalista, gitarzysta, autor tekstów, producent muzyczny, członek zespołów Thin Lizzy i Ultravox
  - Biserka Višnjić, chorwacka piłkarka ręczna
  - Gus Williams, amerykański koszykarz (zm. 2025)
- 11 października:
  - Zef Bushati, albański aktor, polityk, dyplomata
  - David Morse, amerykański aktor
  - Bill Randolph, amerykański aktor
- 12 października:
  - François Bonneau, francuski polityk, prezydent Regionu Centralnego-Dolina Loary
  - Serge Lepeltier, francuski polityk
  - Richard McKinney, amerykański łucznik
  - Roman Urbańczyk, polski samorządowiec, prezydent Zabrza
- 13 października:
  - Francisco Eduardo Cervantes Merino, meksykański duchowny katolicki, biskup Orizaby
  - Stanisław Dziedzic, polski historyk literatury, kulturoznawca, publicysta (zm. 2021)
  - Jürgen Klute, niemiecki pastor, polityk
  - Oscar Solis, amerykański duchowny katolicki pochodzenia filipińskiego, biskup Salt Lake City
- 14 października:
  - Greg Evigan, amerykański aktor
  - Robert Joe Long, amerykański seryjny morderca (zm. 2019)
- 15 października:
  - Edward Ciągło, polski polityk, nauczyciel, poseł na Sejm RP
  - Betsy Clifford, kanadyjska narciarka alpejska
  - Bogusław Dębski, polski polityk, samorządowiec, wicemarszałek województwa podlaskiego
  - Tito Jackson, amerykański piosenkarz, gitarzysta (zm. 2024)
  - Mirosław Markiewicz, polski samorządowiec, burmistrz Leśnej (zm. 2019)
  - Yllka Mujo, albańska aktorka
  - Günther Oettinger, niemiecki polityk
  - Walter Jon Williams, amerykański pisarz science fiction i fantasy
  - Elżbieta Zawadowska-Kittel, polska scenarzystka filmowa, tłumaczka
- 16 października:
  - Paulo Roberto Falcão, brazylijski piłkarz, trener
  - Susan Pedersen, australijska pływaczka
  - Janusz Szlanta, polski przedsiębiorca, polityk
- 17 października:
  - Włodzimierz Adamski, polski aktor
  - Stanisław Jasiński, polski polityk, samorządowiec, poseł na Sejm kontraktowy (zm. 2024)
  - Dashamir Kore, albański prawnik, polityk
- 18 października:
  - Vincent Barwa, indyjski duchowny katolicki, biskup Simdegi
  - Loes Luca, holenderska aktorka, komik, piosenkarka
- 19 października:
  - Mohamed Fakhir, marokański piłkarz, trener
  - Lionel Hollins, amerykański koszykarz
  - Ludwik Janion, polski poeta, prozaik
  - José Luiz Majella Delgado, brazylijski duchowny katolicki, arcybiskup Pouso Alegre
  - Tadeusz Małnowicz, polski piłkarz
  - Ján Mikolaj, słowacki inżynier, wykładowca akademicki, polityk
  - Daniel Nlandu, kongijski duchowny katolicki, biskup Matadi (zm. 2021)
  - Irena Ożóg, polska ekonomistka, urzędnik państwowy
  - Marek Sachmaciński, polski sztangista, trener
  - Wang Yi, chiński polityk
- 20 października:
  - Mike Bidlo, amerykański malarz, rzeźbiarz, performer
  - Lindalwa Justo de Oliveira, brazylijska szarytka, męczennica, błogosławiona katolicka (zm. 1993)
  - Phil Kennemore, amerykański muzyk, basista, wokalista, członek zespołu Y&T (zm. 2011)
  - Jerzy Pistelok, polski polityk, poseł na Sejm
  - Andrzej Żbikowski, polski historyk
- 21 października:
  - Henryk Cebula, polski rysownik, karykaturzysta, satyryk
  - Eleonora Giorgi, włoska aktorka (zm. 2025)
  - Peter Mandelson, brytyjski polityk
  - Alexander Motyl, amerykański historyk, politolog, malarz, poeta pochodzenia ukraińskiego
- 22 października:
  - Beniamino Donnici, włoski lekarz, polityk
  - Zdzisław Kowalczuk, polski inżynier
  - Małgorzata Tryuk, polska językoznawczyni, teatrolog
- 23 października:
  - Taner Akçam, turecki historyk
  - Marek Chołoniewski, polski wykładowca muzyczny, animator kultury
  - Mariola Kukuła, polska aktorka
- 24 października:
  - Andrzej Brzeski, polski przedsiębiorca i polityk, poseł na Sejm RP
  - Christoph Daum, niemiecki piłkarz, trener (zm. 2024)
  - Wanda Różycka-Zborowska, polska reżyserka filmowa
- 25 października:
  - Mieczysław Knut, polski artysta malarz
  - Daniele Bagnoli, włoski trener siatkarski (zm. 2024)
  - Jassim Jakub, kuwejcki piłkarz
- 26 października:
  - Roger Allam, brytyjski aktor
  - Claire de Castelbajac, francuska Służebnica Boża (zm. 1975)
  - Bogdan Chojna, polski przedsiębiorca (zm. 2005)
  - Krzesimir Dębski, polski kompozytor, dyrygent, skrzypek jazzowy
  - Joe Meriweather, amerykański koszykarz, trener (zm. 2013)
  - Danuta Minta-Tworzowska, polska archeolog
  - Ilpo Seppälä, fiński zapaśnik
  - Keith Strickland, amerykański gitarzysta, perkusista, członek zespołu The B-52’s
  - Lauren Tewes, amerykańska aktorka
- 27 października:
  - Peter Firth, brytyjski aktor
  - Robert Picardo, amerykański aktor
- 28 października:
  - Ján Babjak, słowacki duchowny greckokatolicki, biskup preszowski
  - Jean-Luc Bouilleret, francuski duchowny katolicki, arcybiskup Besançon
  - Desmond Child, amerykański muzyk, kompozytor, producent muzyczny
  - Michał Falzmann, polski urzędnik państwowy, inspektor NIK, który wykrył aferę FOZZ (zm. 1991)
- 29 października:
  - Francis Adams, trynidadzko-tobagijski lekkoatleta, sprinter (zm. 1987)
  - Alex Grey, amerykański artysta
  - Stanisław Kogut, polski działacz związkowy, polityk, senator RP (zm. 2020)
  - Waldemar Witkowski, polski polityk
- 30 października:
  - Pete Hoekstra, amerykański polityk pochodzenia holenderskiego
  - Jan Kalvoda, czeski prawnik, polityk
  - Aleksandr Poleszczuk, rosyjski inżynier, kosmonauta
  - Charles Martin Smith, amerykański aktor, reżyser i scenarzysta filmowy
- 31 października:
  - Michael J. Anderson, amerykański aktor
  - Elida Cangonji, albańska lekarka i aktorka (zm. 2016)
  - John Lucas II, amerykański koszykarz, trener
  - Danuta Manowiecka, polska lekkoatletka, sprinterka
- 1 listopada:
  - Bogusław Dawidow, polski dyrygent
  - Darrell Issa, amerykański polityk, kongresman ze stanu Kalifornia
  - Patrick Pinder, bahamski duchowny katolicki, arcybiskup metropolita Nassau
  - Bruce Poliquin, amerykański polityk, kongresman ze stanu Maine
  - Grażyna Staszak, polska florecistka
- 2 listopada:
  - Elena Gentile, włoska lekarka, działaczka samorządowa, polityk
  - Mihály Gyulai, węgierski zapaśnik
  - Hjallis Harkimo, fiński przedsiębiorca, działacz sportowy, prezenter telewizyjny i polityk
  - Teresa Kaczorowska, polska reporterka, pisarka, poetka
  - Luís Filipe Menezes, portugalski lekarz, samorządowiec, polityk
- 3 listopada:
  - Teresa Bugajczyk, polska saneczkarka
  - Kate Capshaw, amerykańska aktorka
  - Rebecca Gilling, australijska aktorka, prezenterka telewizyjna
  - Dennis Miller, amerykański komik, satyryk
  - Jürgen Straub, niemiecki lekkoatleta, średniodystansowiec
  - Janusz Waluś, polski skoczek narciarski
  - Wiesław Stanisław Wójcik, polski polityk, poseł na Sejm I kadencji
- 4 listopada:
  - Derek Johnstone, szkocki piłkarz, trener
  - Stanisław Kowolik, polski samorządowiec, polityk, poseł na Sejm RP
  - Jacques Villeneuve, kanadyjski kierowca wyścigowy
- 6 listopada:
  - Astrid Fodor, rumuński polityk, burmistrz Sybinu
  - Tony Parsons, brytyjski pisarz, dziennikarz
  - Ron Underwood, amerykański reżyser filmowy i telewizyjny
- 7 listopada:
  - Aleksandr Romankow, radziecki florecista
  - Łukasz Wylężałek, polski reżyser filmowy i teatralny, scenarzysta
- 8 listopada:
  - Jorgos Firos, grecki piłkarz, trener
  - John Musker, amerykański reżyser filmów animowanych.
  - Dominik W. Rettinger, polski reżyser, scenarzysta filmowy i pisarz
- 9 listopada:
  - Elżbieta Grześczyk, polska koszykarka
  - Andrzej Jakubowski, polski samorządowiec, wicemarszałek województwa zachodniopomorskiego
  - Sławomir Łuczyński, polski rysownik, karykaturzysta, ilustrator
  - József Pintér, węgierski szachista
- 10 listopada:
  - Roberto Ceruti, włoski kolarz szosowy
  - Giuseppe Pellegrini, włoski duchowny katolicki, biskup Concordii-Pordenone
- 11 listopada:
  - Leszek Hensel, polski filolog i historyk
  - Andy Partridge, brytyjski gitarzysta, wokalista, członek zespołu XTC
  - Evelyn Matthei, chilijska polityk
  - Jerzy Patz, polski kontradmirał
  - Dominik W. Rettinger, polski scenarzysta, reżyser filmowy i pisarz
- 12 listopada – Carl Ciarfalio, amerykański aktor, kaskader
- 13 listopada:
  - Frances Conroy, amerykańska aktorka pochodzenia łotewsko-irlandzkiego
  - Izabela Kłosińska, polska śpiewaczka operowa (sopran)
  - Andrés Manuel López Obrador, meksykański polityk
  - Tracy Scoggins, amerykańska aktorka, modelka
  - Milan Štěch, czeski polityk
- 14 listopada:
  - Nikołaj Arabow, bułgarski piłkarz
  - Dominique de Villepin, francuski polityk, premier Francji
  - Peter Hidien, niemiecki piłkarz
  - Marek Słyk, polski pisarz (zm. 2019)
- 15 listopada:
  - Stanisław Janas, polski polityk, poseł na Sejm II, III i IV kadencji
  - Ali Kaabi, tunezyjski piłkarz
  - Eugeniusz Kłopotek, polski zootechnik, polityk, poseł na Sejm RP
  - Andrzej Krupienicz, polski kardiolog, karateka, wojskowy, polityk
  - Toshio Takabayashi, japoński piłkarz
- 16 listopada:
  - Zigmantas Balčytis, litewski ekonomista, polityk
  - Guillermo Teodoro Elías Millares, peruwiański duchowny katolicki, biskup pomocniczy Limy
  - Brigitte Zypries, niemiecka polityk
- 17 listopada:
  - Ulrike Bruns, niemiecka lekkoatletka, biegaczka średniodystansowa
  - Nada, włoska piosenkarka, aktorka
- 18 listopada:
  - Krzysztof Jurgiel, polski polityk, poseł na Sejm RP, minister rolnictwa i rozwoju wsi
  - Alan Moore, brytyjski pisarz
  - Janusz Wójcik, polski piłkarz, trener, polityk, poseł na Sejm RP (zm. 2017)
- 19 listopada:
  - Robert Beltran, amerykański aktor pochodzenia meksykańskiego
  - Marek Ciaszkiewicz, polski siatkarz
  - Bronisław Maj, polski poeta, eseista, tłumacz
  - Francisco Mujika Garmendia, baskijski terrorysta, były przywódca ETA
- 20 listopada:
  - Halid Bešlić, bośniacki piosenkarz
  - Tom Coolen, kanadyjski hokeista, trener
  - Greg Gibson, amerykański zapaśnik
  - Sulejman Ugljanin, serbski stomatolog, polityk
  - Roman Zwarycz, ukraiński filozof, polityk
- 21 listopada:
  - Luc Cyr, kanadyjski duchowny katolicki, arcybiskup Sherbrooke
  - Józef Rogacki, polski polityk, samorządowiec, wojewoda kujawsko-pomorski
  - Krzysztof Rutkowski, polski historyk literatury, dziennikarz, tłumacz, eseista
  - Jan Skrzek, polski muzyk, kompozytor (zm. 2015)
- 22 listopada – Krzysztof Karpiński, polski piłkarz (zm. 2021)
- 23 listopada:
  - Francis Cabrel, francuski piosenkarz, kompozytor
  - Waldemar Krzystek, polski reżyser i scenarzysta filmowy
- 24 listopada:
  - Neil Immerman, amerykański informatyk
  - Ahmad Rahnema, hiszpański ekonomista pochodzenia irańskiego
  - Stanisław Śmigiel, polski inżynier, działacz opozycji demokratycznej w okresie PRL
- 25 listopada:
  - Mark Frost, amerykański pisarz, scenarzysta, reżyser i producent filmowy
  - Wiesław Królikowski, polski dziennikarz muzyczny
  - Katherine Zappone, irlandzka teolog, polityk
- 26 listopada:
  - Hilary Benn, brytyjski polityk
  - Shelley Moore Capito, amerykańska polityk, senator ze stanu Wirginia Zachodnia
  - Livio Corazza, włoski duchowny katolicki, biskup Forlì-Bertinoro
  - Marian Harkin, irlandzka polityk
  - Julien Temple, brytyjski reżyser filmowy, dokumentalista, twórca teledysków
  - Tom Wedberg, szwedzki szachista
  - Andrzej Sandomierski, polski prawnik, adwokat, w latach 1997–2005 członek Trybunału Stanu (zm. 2016)
- 27 listopada:
  - Curtis Armstrong, amerykański aktor
  - Tetiana Bachtejewa, ukraińska lekarka, polityk
  - Steve Bannon, amerykański dziennikarz, doradca polityczny
  - Edyta Geppert, polska piosenkarka
  - Lyle Mays, amerykański pianista jazzowy (zm. 2020)
  - Ryszard Sygitowicz, polski gitarzysta, członek zespołu Perfect
- 28 listopada:
  - Michael Chertoff, amerykański prawnik, polityk
  - Alistair Darling, brytyjski polityk (zm. 2023)
  - Ewald Lienen, niemiecki piłkarz, trener
- 29 listopada:
  - Andrzej Dziurawiec, polski pisarz, scenarzysta filmowy
  - Andrzej Kącki, polski piłkarz ręczny, bramkarz
  - Huub Stevens, holenderski piłkarz, trener
  - Rosemary West, brytyjska seryjna morderczyni
- 30 listopada:
  - Mike Espy, amerykański polityk
  - Andrzej Kanthak, polski przedsiębiorca i polityk
- 1 grudnia:
  - Victor Ambros, amerykański biolog, laureat Nagrody Nobla
  - Antoine de Caunes, francuski aktor, reżyser, scenarzysta teatralny, filmowy i telewizyjny
  - Henryk Kmiecik, polski przedsiębiorca, poseł na Sejm RP (zm. 2023)
  - Zbigniew Kotyłło, polski malarz, rzeźbiarz, grafik, medalier
- 2 grudnia:
  - Manfred Beer, niemiecki biatlonista
  - Ana Lovrin, chorwacka polityk
  - Zbigniew Podraza, polski lekarz, polityk, samorządowiec, poseł na Sejm RP, prezydent Dąbrowy Górniczej
  - Piotr Stomma, polski inżynier, urzędnik państwowy, podsekretarz stanu w Ministerstwie Infrastruktury
- 3 grudnia:
  - Greg Jones, amerykański narciarz alpejski
  - Franz Klammer, austriacki narciarz alpejski
  - Bogusław Sonik, polski dziennikarz, polityk, eurodeputowany
- 4 grudnia:
  - Jean-Pierre Darroussin, francuski aktor
  - Barbara Górzyńska, polska skrzypaczka
  - Siergiej Jastrżembski, rosyjski polityk
  - Jean-Marie Pfaff, belgijski piłkarz, bramkarz
  - Maryam Rajavi, irańska polityk opozycyjna
  - János Solti, węgierski perkusista, członek zespołu Locomotiv GT
  - Csaba Ternyák, węgierski duchowny katolicki, arcybiskup metropolita egerski
  - Jan Wątroba, polski duchowny katolicki, biskup pomocniczy częstochowski, biskup rzeszowski
- 5 grudnia:
  - Jacek Kałucki, polski aktor, reżyser, felietonista, kabareciarz
  - Anabela Rodrigues, portugalska prawnik, polityk
  - Larry Zbyszko, amerykański wrestler
- 6 grudnia:
  - Krzysztof Hildebrandt, polski samorządowiec, prezydent Wejherowa
  - Geoff Hoon, brytyjski polityk
  - Tom Hulce, amerykański aktor, producent teatralny i filmowy
  - Kin Shriner, amerykański aktor
  - Dwight Stones, amerykański lekkoatleta, skoczek wzwyż
  - Henryk Wierzchoń, polski dyrygent
- 7 grudnia:
  - Krzysztof Horodecki, polski polityk, przedsiębiorca, senator RP
  - Mirosław Krawczyk, polski aktor
  - Dariusz Nowakowski, polski judoka
  - Marian Piotr Rawinis, polski pisarz, dziennikarz (zm. 2021)
- 8 grudnia:
  - Kim Basinger, amerykańska aktorka
  - Norman Finkelstein, amerykański politolog pochodzenia żydowskiego
  - Władysław Kozakiewicz, polski lekkoatleta, tyczkarz
  - Marek Pol, polski polityk, poseł na Sejm RP, minister przemysłu i handlu, minister infrastruktury, wicepremier
- 9 grudnia:
  - Jean-Louis Gasset, francuski piłkarz, trener
  - Jan Jarota, polski polityk, lekarz weterynarii, poseł na Sejm RP
  - Janusz Kraszek, polski gracz w go
  - Marian Łukaniszyn, polski elektrotechnik
  - John Malkovich, amerykański aktor
  - Aleksander Mrówczyński, polski polityk, samorządowiec, poseł na Sejm RP
- 10 grudnia:
  - Friedhelm Funkel, niemiecki piłkarz, trener
  - Alina Kalicka-Kraj, polska pilotka (zm. 2019)
- 11 grudnia – Janusz Dzięcioł, polski polityk, zwycięzca pierwszej polskiej edycji programu Big Brother (zm. 2019)
- 12 grudnia:
  - Bruce Kulick, amerykański gitarzysta rockowy
  - Jerzy Lenda, polski kontradmirał
- 13 grudnia:
  - Ben Bernanke, amerykański ekonomista pochodzenia żydowskiego, laureat Nagrody Nobla
  - Zoltán Magyar, węgierski gimnastyk
  - Edward Wóltański, polski działacz polityczny
- 14 grudnia:
  - Vijay Amritraj, indyjski tenisista, aktor
  - Sandro Callari, włoski kolarz szosowy i torowy
  - Zbigniew Kobyliński, polski archeolog
- 15 grudnia:
  - Francisco Fadul, gwinejski polityk, premier Gwinei Bissau
  - John Hsane Hgyi, birmański duchowny katolicki, biskup Pathein (zm. 2021)
  - Lech Jakób, polski prozaik, poeta, aforysta
  - Erica Nixon, australijska lekkoatletka, wieloboistka
  - Thomas Strauß, niemiecki wioślarz
- 16 grudnia:
  - Jean-Michel Bellot, francuski lekkoatleta, tyczkarz
  - Arszak Petrosjan, ormiański szachista, trener
  - Henryk Rączka, polski taternik, przewodnik górski
- 17 grudnia:
  - Mirosława Chełczyńska, polska lekkoatletka, płotkarka
  - Maria Krawczyk, polska aktorka
  - Nikołaj Melnik, ukraiński pilot helikoptera (zm. 2013)
  - Bill Pullman, amerykański aktor, producent filmowy
- 18 grudnia:
  - Bogusław Augustyn, polski aktor
  - Kevin Beattie, angielski piłkarz (zm. 2018)
  - Chas-Magomied Chadżymuradow, czeczeński bard, piosenkarz
  - David Chipperfield, brytyjski architekt
  - Melanie Kinnaman, amerykańska aktorka, tancerka
  - Jeff Kober, amerykański aktor
  - David A. Levy, amerykański polityk pochodzenia żydowskiego
  - Jerzy Miziołek, polski historyk sztuki
  - Joe Pace, amerykański koszykarz
  - Peter Sarnak, amerykański matematyk pochodzenia południowoafrykańskiego
- 19 grudnia:
  - Bogusława Kaniecka, polska lekkoatletka, sprinterka
  - Michal Klasa, czeski kolarz torowy i szosowy
  - Wojciech Wesołowski, polski artysta fotograf
  - Dominic Nyarko Yeboah, ghański duchowny katolicki, biskup Techiman
- 20 grudnia:
  - Wojciech Gawłowski, polski poeta
  - Maurizio Gervasoni, włoski duchowny katolicki, arcybiskup Vigevano
  - Natalia Golnik, polska fizyk, profesor nauk technicznych (zm. 2020)
  - Ryszard Grząślewicz, polski matematyk, wykładowca akademicki (zm. 2005)
- 21 grudnia:
  - Svetislav Basara, serbski pisarz i publicysta
  - Paul Cooper, angielski piłkarz, bramkarz
  - Jan Frączek, polski kajakarz górski, trener
  - András Schiff, węgierski pianista, dyrygent
- 22 grudnia:
  - Gregor Fisher, szkocki aktor, komik
  - Piotr Fogler, polski polityk, przedsiębiorca, poseł na Sejm I kadencji
- 23 grudnia:
  - John Callahan, amerykański aktor (zm. 2020)
  - Maria Władimirowna Romanowa, rosyjska wielka księżna
  - Serginho, brazylijski piłkarz
- 24 grudnia:
  - Hans-Jürgen von Bose, niemiecki kompozytor
  - Kalonzo Musyoka, kenijski polityk
  - Adam Szal, polski duchowny katolicki, arcybiskup metropolita przemyski
- 25 grudnia:
  - Karl-Heinz Krüger, niemiecki bokser
  - Kaarlo Maaninka, fiński lekkoatleta, długodystansowiec
  - Jürgen Röber, niemiecki piłkarz, trener
- 26 grudnia:
  - Leonel Fernández, dominikański polityk, prezydent Dominikany
  - Toomas Hendrik Ilves, estoński polityk, prezydent Estonii
  - Władimir Łobanow, rosyjski łyżwiarz szybki (zm. 2007)
  - Eduardo Martín, argentyński duchowny katolicki, arcybiskup metropolita Rosario
  - Henning Schmitz, niemiecki muzyk, członek zespołu Kraftwerk
  - Wojciech Tygielski, polski historyk
- 27 grudnia:
  - Jan Kilian, polski przedsiębiorca, polityk, poseł na Sejm RP (zm. 2020)
  - Walter Pohl, austriacki historyk, mediewista
  - Pedro Sanz, hiszpański nauczyciel, polityk
  - Hans Jörg Schelling, austriacki ekonomista, przedsiębiorca, polityk
- 28 grudnia:
  - Richard Clayderman, francuski pianista
  - Alfred Eder, austriacki biathlonista
  - Trip Hawkins, amerykański przedsiębiorca
  - Edward Lorens, polski piłkarz, trener
  - Teresa Tyszkiewicz, polska artystka, autorka filmów krótkometrażowych (zm. 2020)
  - Rüdiger von Fritsch, niemiecki dyplomata
  - Marek Trela, polski lekarz weterynarii
- 29 grudnia:
  - Gali Atari, izraelska piosenkarka, aktorka
  - Thomas Bach, niemiecki szermierz, działacz sportowy, przewodniczący MKOl
  - Grzegorz Baran, polski kierowca i pilot rajdowy
  - Ryszard Nowak, polski polityk, samorządowiec, urzędnik, poseł na Sejm RP
  - Matthias Platzeck, niemiecki polityk
  - Kate Schmidt, niemiecka lekkoatletka, oszczepniczka
  - Stanley Williams, amerykański gangster (zm. 2005)
- 30 grudnia:
  - Urszula Benka, polska poetka, pisarka, tłumaczka
  - Bill Kazmaier, amerykański futbolista, trójboista siłowy, wrestler, strongman
- 31 grudnia:
  - Jahja wuld Haddamin, mauretański polityk, premier Mauretanii
  - James Remar, amerykański aktor
- data dzienna nieznana: 
  - Isak Andic, hiszpański przedsiębiorca, miliarder pochodzenia żydowskiego (zm. 2024)
  - Piotr Dahlig, polski muzykolog
  - Emmanuel, grecki duchowny prawosławny, biskup (zm. 2021)
  - Maria Kaszyńska, polska inżynierka
  - Janusz Kopczyński, polski oboista i pedagog (zm. 2021)
  - Janusz R. Kowalczyk, polski recenzent teatralny i literacki
  - Janusz Kukuła, polski reżyser radiowy i pisarz
  - Ewa Kuryłowicz, polska architekt
  - Wiesław Łuczyński, polski ekonomista (zm. 2017)
  - Leszek Opalski, polski elektronik
  - Wojciech Otto, polski ekonomista
  - Halina Parafianowicz, polska historyk
  - Wacław Radziwinowicz, polski dziennikarz prasowy
  - Jerzy Rzeszuto, polski dziennikarz (zm. 2004)
  - Jerzy Swoboda, polski dyrygent
  - Tadeusz Włudyka, polski prawnik

## Zdarzenia astronomiczne
- 26 lipca – całkowite zaćmienie Księżyca, jedno z najdłuższych w XX wieku 1h41m

## Nagrody Nobla
- z fizyki – Frits (Frederik) Zernike
- z chemii – Hermann Staudinger
- z medycyny – Hans Adolf Krebs, Fritz Lipmann
- z literatury – sir Winston Leonard Spencer Churchill
- nagroda pokojowa – George Marshall (USA)

## Święta ruchome
- Tłusty czwartek: 12 lutego
- Ostatki: 17 lutego
- Popielec: 18 lutego
- Niedziela Palmowa: 29 marca
- Pamiątka śmierci Jezusa Chrystusa: 30 marca
- Wielki Czwartek: 2 kwietnia
- Wielki Piątek: 3 kwietnia
- Wielka Sobota: 4 kwietnia
- Wielkanoc: 5 kwietnia
- Poniedziałek Wielkanocny: 6 kwietnia
- Wniebowstąpienie Pańskie: 14 maja
- Zesłanie Ducha Świętego: 24 maja
- Boże Ciało: 4 czerwca